# Rembrandt van Rijn

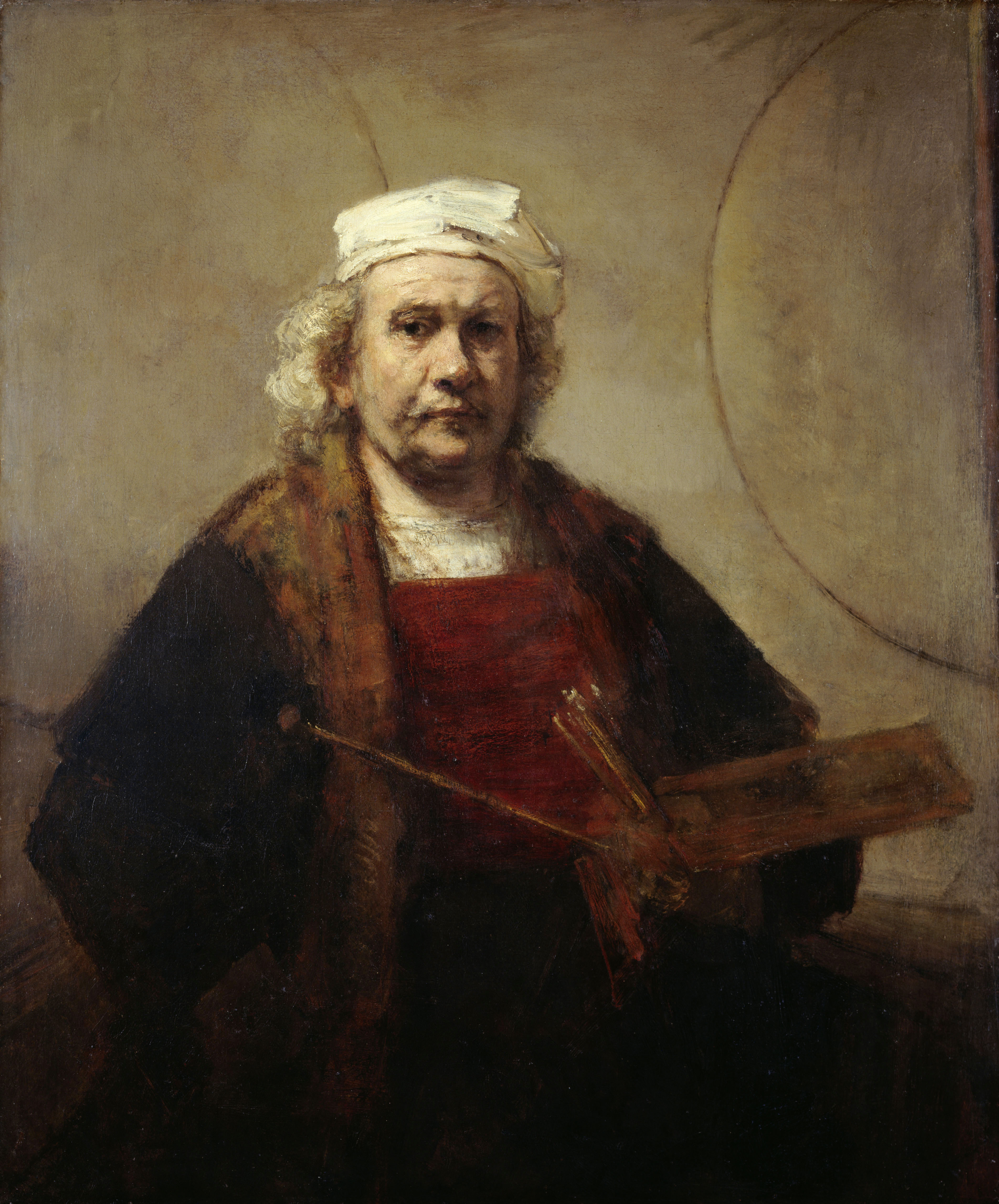
Selbstporträt, 1660, Kenwood House in London

Rembrandt Harmenszoon van Rijn (* 15. Juli 1606 in Leiden; † 4. Oktober 1669 in Amsterdam), bekannt unter seinem Vornamen Rembrandt, gilt als einer der bedeutendsten und bekanntesten niederländischen Künstler des Barock. Sein Schaffen fiel in die Epoche des Goldenen Zeitalters, als die Niederlande eine politische, wirtschaftliche und künstlerische Blütezeit erlebten. Rembrandt studierte bei Pieter Lastman, eröffnete 1625 in Leiden sein erstes Atelier und zog bald Aufmerksamkeit auf sich. 1631 siedelte er nach Amsterdam um, wo er sich zu einem gefeierten Künstler entwickelte. Trotzdem litt er zeitweise unter erheblichen finanziellen Problemen, ging 1656 in Insolvenz und starb in Armut.
Rembrandt betätigte sich als Maler, Radierer und Zeichner, führte eine Werkstatt und bildete Künstler aus. Sein Gesamtwerk umfasst unter anderem Porträts, Landschaften sowie biblische und mythologische Themen. Zu seinen bekanntesten Arbeiten zählen Die Blendung Simsons, Die Nachtwache, Die Anatomie des Dr. Tulp und Das Hundertguldenblatt. In seinen Historiendarstellungen griff Rembrandt zahlreiche Motive auf, die bis dahin nicht künstlerisch bearbeitet worden waren, oder er suchte nach neuen Darstellungsmöglichkeiten traditioneller Motive. Viele dieser Werke zeichnen sich durch starke Hell-Dunkel-Kontraste aus, weshalb er als ein Meister des Chiaroscuro gilt.
Rembrandt wurde bereits zu Lebzeiten durch Nachstiche und Kopien seiner Bilder rezipiert. Nach seinem Tod wurde seine koloristische Malweise in der Kunstkritik und Kunstliteratur des Klassizismus negativ bewertet, während sich seine Werke bei Sammlern großer Beliebtheit erfreuten und hohe Preise erzielten. Im 18. Jahrhundert fand Rembrandt Nachfolger unter deutschen und englischen Künstlern. Sein Leben wurde in dieser Zeit mystifiziert und mit Legenden ausgeschmückt. Erst in der Mitte des 19. Jahrhunderts wurde aus diesem Rembrandt-Bild durch Quellenforschung seine reale Biographie extrahiert. Von 1968 bis 2014 erforschte das Rembrandt Research Project Rembrandts Werke und untersuchte deren Authentizität. Von einst über 700 Rembrandt zugeschriebenen Bildern, gelten heute nur noch etwa 350 tatsächlich als Werke von seiner Hand.

## Leben

### Kindheit und Ausbildung

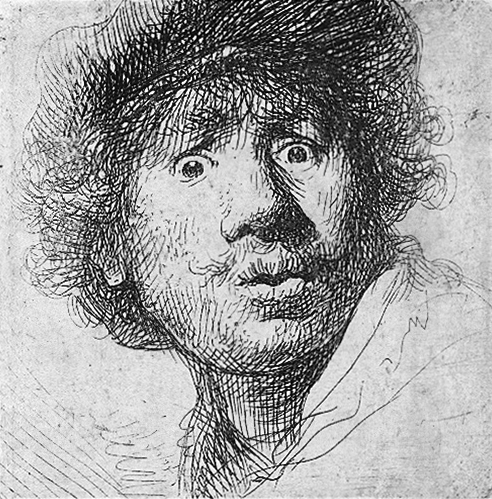
Selbstporträt, um 1630, Rijksmuseum Amsterdam

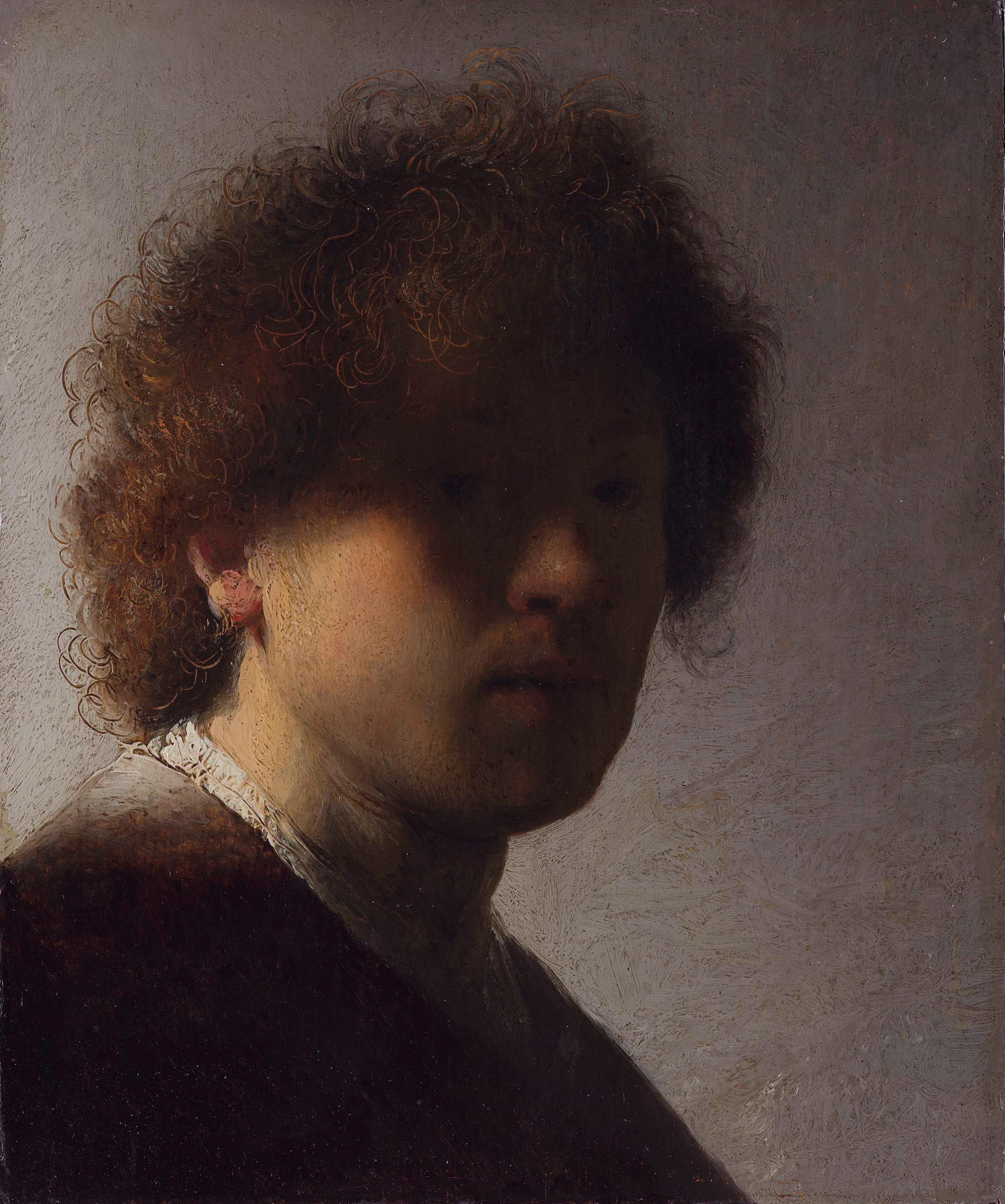
Selbstporträt, 1628–1629, Rijksmuseum Amsterdam

Rembrandt wurde am 15. Juli 1606 in Leiden als achtes von neun Kindern geboren. Die Eltern waren der Müller Harmen Gerritszoon van Rijn und dessen Frau Neeltgen Willemsdochter van Zuytbrouck, eine Bäckerstochter. Wie viele andere Kinder der Stadt besuchte Rembrandt zwischen 1612 und 1616 die Grundschule und anschließend, von 1616 bis 1620, die streng calvinistische Lateinschule. Dort wurde er in Biblischer Geschichte und den Klassikern unterrichtet. Zudem erhielt Rembrandt Rhetorikunterricht, der möglicherweise seine Malerei beeinflusste. Nach der achtjährigen Schulzeit schrieb er sich an der philosophischen Fakultät der Universität Leiden ein.
Dieses Studium brach er nach kurzer Zeit ab, um eine Ausbildung zum Maler zu beginnen. Von 1620 bis 1624 war er Schüler von Jacob Isaacsz. van Swanenburgh. Der in Italien geschulte Lehrer hatte sich auf Architekturmalerei und die szenische Darstellung der Hölle spezialisiert und vermittelte seinem Schüler die Grundlagen der Malerei. Die Gestaltung des Feuers in den Bildnissen der Hölle hat möglicherweise Rembrandts Interesse an der Darstellung des Lichtes geweckt. Im Anschluss absolvierte er 1624 eine sechsmonatige Lehrzeit bei dem Historienmaler Pieter Lastman in Amsterdam, die ihn stärker prägte als die vorherige Ausbildung. Lastman führte ihn in die Historienmalerei ein, die in der damals gültigen Rangordnung der Malereigattungen die höchste Position innehatte. Die Ausbildung bei zwei Meistern war zu der damaligen Zeit nicht ungewöhnlich.

### Beginn des Berufslebens

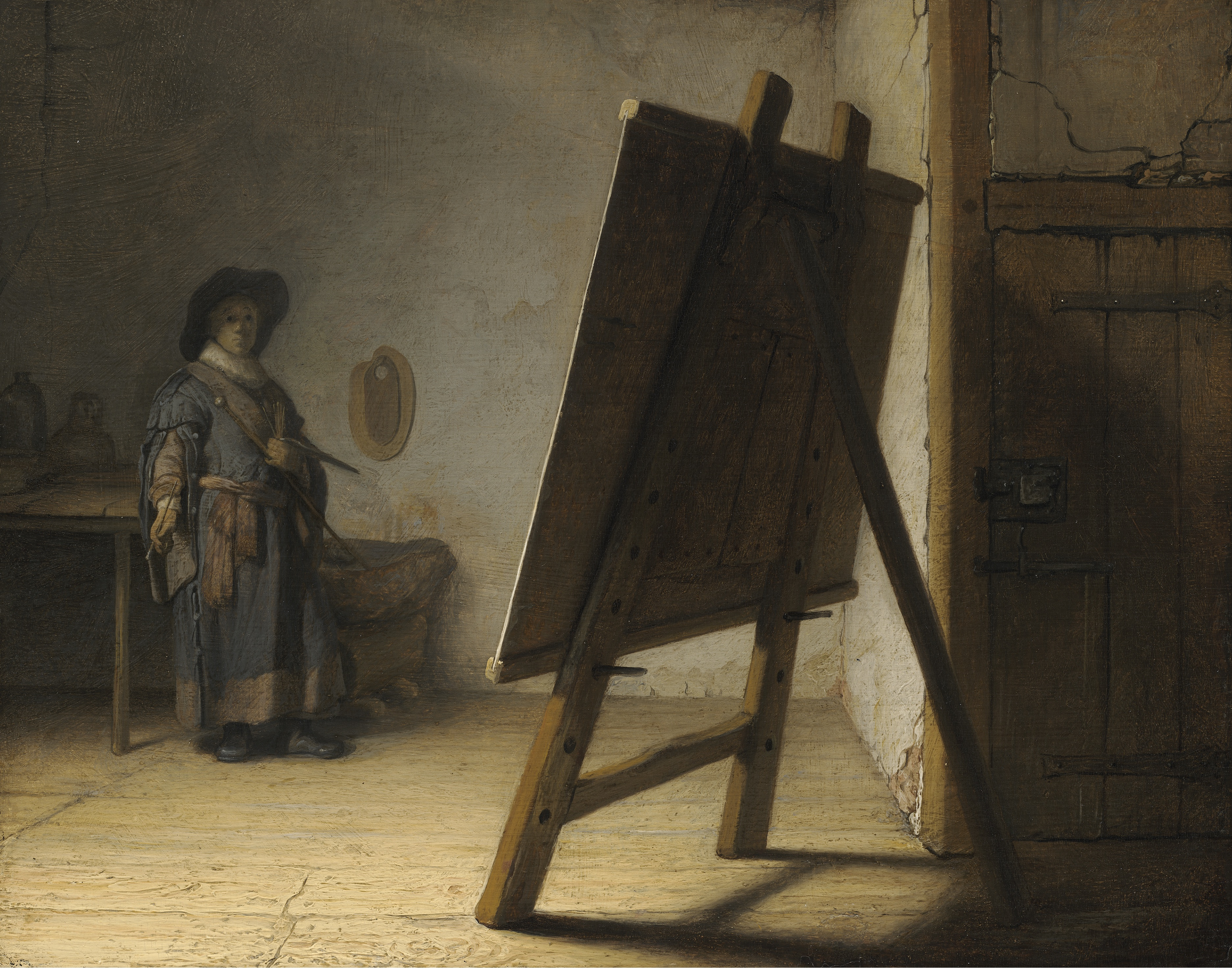
Der Künstler in seinem Atelier, 1626–1628, Museum of Fine Arts in Boston

1625 kehrte Rembrandt nach Leiden zurück. Dort gründete er mit seinem Freund Jan Lievens eine eigene Werkstatt. Er widmete sich vor allem der Historienmalerei nach dem Vorbild seines Lehrers Lastman und physiognomischen Studien. Drei Jahre später fertigte er erstmals eine Radierung an und begann, Schüler aufzunehmen. Im selben Jahr zeigte der Sekretär des Statthalters Friedrich Heinrich, Constantijn Huygens, der im November 1628 Leiden besuchte, Interesse an der Kunst Rembrandts. In der Folge unterstützte er den Künstler und vermittelte ihm Aufträge. So konnte Rembrandt in den Jahren 1629 und 1630 zwei Bilder an die englische Krone veräußern. Die Auferweckung des Lazarus und Judas bringt die dreißig Silberlinge zurück wurden mehrmals durch andere Künstler kopiert. Am 27. April 1630 starb Rembrandts Vater.
Nach seinen ersten Erfolgen und angezogen von der steigenden Bedeutung der niederländischen Hauptstadt, gab Rembrandt 1631 das gemeinsam mit Lievens betriebene Leidener Atelier auf und zog nach Amsterdam. Dort kaufte er sich bei dem Kunsthändler Hendrick van Uylenburgh ein, der eine große Werkstatt besaß, in der Kopien hergestellt und Restaurierungen durchgeführt wurden. Schon nach kurzer Zeit erhielt Rembrandt von reichen Kaufleuten Porträtaufträge. Im folgenden Jahr kaufte Statthalter Friedrich Heinrich auf Vermittlung von Constantijn Huygens einige Gemälde Rembrandts und gab einen Passionszyklus in Auftrag. Ebenfalls im Jahr 1632 erhielt Rembrandt von der Amsterdamer Chirurgengilde den Auftrag für das Bild Die Anatomie des Dr. Tulp, das er im selben Jahr fertigstellte. Insgesamt entstanden in diesem Jahr 30 Gemälde. Rembrandt arbeitete wohl als Werkstattleiter für Uylenburgh, denn vor der Aufnahme in die Amsterdamer Gilde und der damit verbundenen Selbständigkeit musste er zunächst bei einem anderen Meister oder in einer Werkstatt tätig gewesen sein.

### Selbständigkeit und Ehe

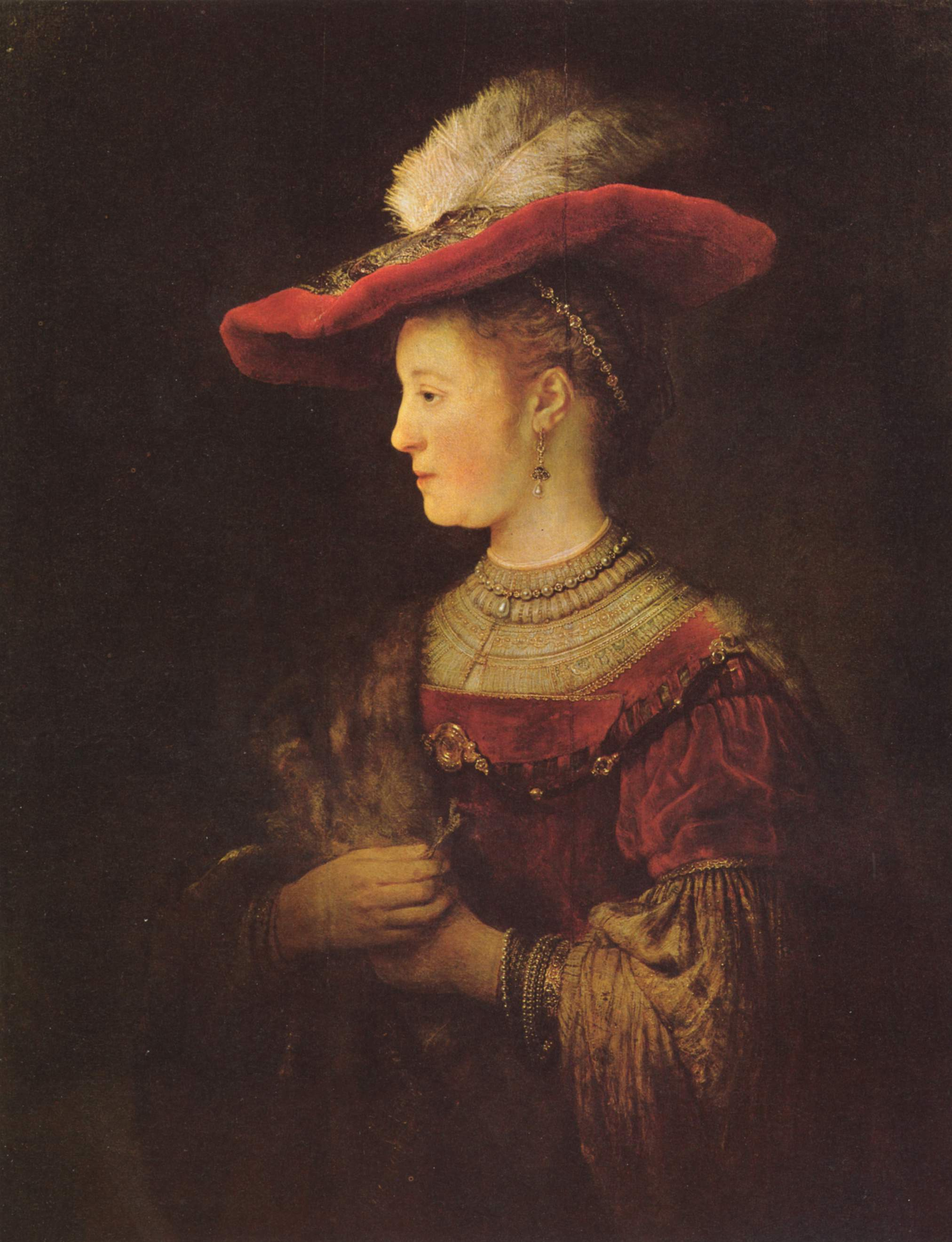
Saskia van Uylenburgh, 1633–1634, Öl auf Holz, Gemäldegalerie Alte Meister, Kassel

Am 2. Juli 1634 heiratete Rembrandt Saskia van Uylenburgh, die Nichte seines Kunsthändlers und Tochter eines wohlhabenden Patriziers. Im selben Jahr trat er der Lukasgilde bei. Dies ermöglichte ihm, als selbstständiger Meister Lehrlinge und Schüler auszubilden. Im Jahr 1635 arbeitete er unter anderem an den Bildern Die Opferung Isaaks und Simson bedroht seinen Schwiegervater. Rembrandts erster Sohn, am 15. Dezember 1635 auf den Namen Rombertus (andere Schreibweise Rombartus) getauft, starb nach wenigen Monaten. 1636 zog das Ehepaar, das bis dahin immer noch beim Kunsthändler Uylenburgh gewohnt hatte, in die Nieuwe Doelenstraat um. Neben seiner künstlerischen Tätigkeit handelte Rembrandt dort mit Kunstwerken und baute eine Sammlung von historischen und wissenschaftlichen Objekten, Pflanzen und Tieren sowie Exotika (Gegenständen aus fernen Ländern wie Indien) auf. 1638 verklagte Rembrandt die Verwandten seiner Frau in einem Beleidigungsprozess, weil diese ihr Verschwendung vorgeworfen hatten. Diesen Vorwurf begründeten die Verwandten Saskias damit, dass ihr Erbe von etwa 40.000 Gulden nahezu aufgebraucht war. Ebenfalls in diesem Jahr wurde seine erste Tochter namens Cornelia geboren, die kurze Zeit später verstarb.
Rembrandt kaufte am 5. Januar 1639 ein neues Haus in der Breestraat, in dem sich heute das Museum Het Rembrandthuis befindet. Dazu nahm er einen Kredit auf, den er in fünf bis sechs Jahren abzahlen wollte. In das Jahr 1639 fiel auch die Fertigstellung des letzten Bildes des Passionszyklus. Das Jahr 1640 war für Rembrandt durch zwei Schicksalsschläge gekennzeichnet: Seine zweite Tochter, die am 29. Juli auf den Namen Cornelia getauft worden war, verstarb kurz darauf. Einen Monat später starb auch die Mutter Rembrandts.
Künstlerisch vollzog sich bei ihm eine Wende, als er begann, sich auch der Landschaftsmalerei und dem Radieren von Landschaften zu widmen. Sein zweiter Sohn Titus wurde am 22. September 1641 getauft. Im folgenden Jahr stellte Rembrandt das Bild Die Nachtwache fertig. Am 14. Juni 1642 verstarb seine Ehefrau Saskia. Dieses Ereignis bedeutete einen tiefen Einschnitt in Rembrandts Leben. Waren die Jahre zuvor von hoher Produktivität gekennzeichnet, ließ seine künstlerische Aktivität nun deutlich nach. Er schuf nur wenige Gemälde und Radierungen, wie das zu seinen bekanntesten Werken gehörende Hundertguldenblatt. Zudem identifizierte er sich stark mit seiner Vaterrolle und kümmerte sich in besonderem Maße um seinen Sohn Titus. Seine familiäre Situation griff Rembrandt auch in Kunstwerken auf, wie etwa in der Zeichnung, die einen Mann beim Füttern eines Kindes zeigt. Damit sie ihn im Haushalt entlastete, holte er Geertje Dircx zu sich, die ein besonders enges Verhältnis zu Titus entwickelte. So bedachte sie ihn als Haupterben in ihrem Testament, als sie 1648 schwer erkrankte. 1649 stellte Rembrandt die wesentlich jüngere Hendrickje Stoffels ein.

### Finanzielle Probleme und letzte Lebensjahre

Epitaph Rembrandts in der Westerkerk

Nachdem Hendrickje Rembrandts neue Partnerin geworden war, kam es zum Streit mit Geertje Dircx. 1649 verklagte sie ihn vor Gericht auf Unterhalt und erreichte, dass Rembrandt zu einer höheren Zahlung verurteilt wurde. Als sie im darauffolgenden Jahr entgegen der vor Gericht getroffenen Absprache weiteren Schmuck verpfändete, den sie von Rembrandt bekommen hatte, sammelte dieser zusammen mit ihrem Bruder belastende Aussagen gegen sie und setzte durch, dass sie fünf Jahre in einer Besserungsanstalt (dem Spinhuis in Gouda) verbringen musste.
Von dem sizilianischen Mäzen Antonio Ruffo erhielt Rembrandt im Jahr 1652 den Auftrag, das Bild Aristoteles mit der Büste Homers zu malen. Trotz der guten Auftragslage, den Erlösen aus dem Verkauf von Radierungen und den Honoraren aus seiner Lehrtätigkeit konnte er seine Schulden nicht abtragen und musste sich weiterhin Geld leihen. 1654 wurde Hendrickje Stoffels vor den Amsterdamer Kirchenrat geladen, der sie wegen unzüchtigen Zusammenlebens mit Rembrandt rügte. Sie gebar die dritte Tochter Rembrandts, die ebenfalls Cornelia genannt und am 30. Oktober 1654 getauft wurde.
Rembrandt überschrieb am 17. Mai 1656 sein Haus auf seinen Sohn Titus, bevor er kurz darauf für zahlungsunfähig erklärt wurde. In den beiden darauffolgenden Jahren wurden das Haus und seine Sammlung versteigert. Mit dem Erlös konnten die Schulden nicht vollständig beglichen werden. Rembrandt zog daraufhin in die Rozengracht um, wo vor allem sozial schwächere Schichten wohnten. Dort führte er ein abgeschiedenes Leben unter mennonitischen und jüdischen Freunden. Die Vormundschaft für Titus wurde von Louys Crayers (1623–1688) übernommen, der in einem langen Prozess das Erbteil für Titus aus der Konkursmasse erstritt. 1660 stellten Titus und Hendrickje Stoffels Rembrandt in ihrer Kunsthandlung an. Dadurch hielt er Geschäftskontakte aufrecht, nahm weiterhin Aufträge an und unterrichtete Schüler. Ruffo erwarb 1661 das Bild Alexander der Große und bestellte ein Gemälde, das Homer zeigen sollte. 1663 verstarb Hendrickje Stoffels.
1665 wurde Titus volljährig und erhielt sein Erbe ausgezahlt. Zur selben Zeit arbeitete Rembrandt an dem Gemälde Die Judenbraut. Drei Jahre später starb sein Sohn, der ein halbes Jahr zuvor Magdalena van Loo geheiratet hatte, und wurde am 7. September 1668 beigesetzt. Rembrandt zog nach diesem Ereignis zu seiner Schwiegertochter. Diese gebar sein Enkelkind, dessen Pate er am 22. März 1669 wurde. Am 4. Oktober selbigen Jahres verstarb Rembrandt. Das Bild Simeon im Tempel blieb unvollendet. Am 8. Oktober wurde Rembrandt in der Westerkerk beigesetzt.

## Werke
Wurden Rembrandt in den 1920er-Jahren noch teilweise über 700 Gemälde zugeschrieben, geht die Fachwelt mittlerweile davon aus, dass sein Gesamtwerk etwa 350 Gemälde, 300 Radierungen und 1000 Zeichnungen umfasst.
Die Hauptthemen seiner Gemälde und Radierungen sind Historien und Porträts, einschließlich Selbstporträts. Viele der Historiengemälde und -radierungen zeigen hier erstmals künstlerisch verarbeitete biblische Szenen und Mythen oder setzen ein traditionelles Thema deutlich anders um, als es in Vorbildern geschehen war. Daneben war Rembrandt ein erfolgreicher Porträtmaler, dem es gelang, die Porträtierten glaubhaft in Handlungen einzubinden. Die Selbstporträts legen Zeugnis von seiner Selbstsicht ab und vermitteln seine Auseinandersetzung mit dem eigenen Altern. Vor allem die Radierungen zeigen ihn mit verschiedenen Gesichtsausdrücken und Gesten und dienten damit auch Studienzwecken. Rembrandt malte und radierte nur wenige Landschaften und Genreszenen. Mit dem Bild Tote Pfauen ist nur ein Stillleben bekannt. Viele der Zeichnungen fertigte Rembrandt ausschließlich zu Studienzwecken für seine Schüler an. In einigen hielt er auch kleine Begebenheiten aus seinem Privatleben und andere Eindrücke fest.
Rembrandt versah seine ersten Bilder mit dem Monogramm RH, später mit RHL, wobei das L für die Stadt Leiden steht. Im Alter von 26 Jahren begann er, seine Werke mit Rembrant zu signieren. Ab Anfang 1633 signierte er mit Rembrandt, der heute verbreiteten Schreibweise seines Namens.

### Gemälde

#### Historiengemälde

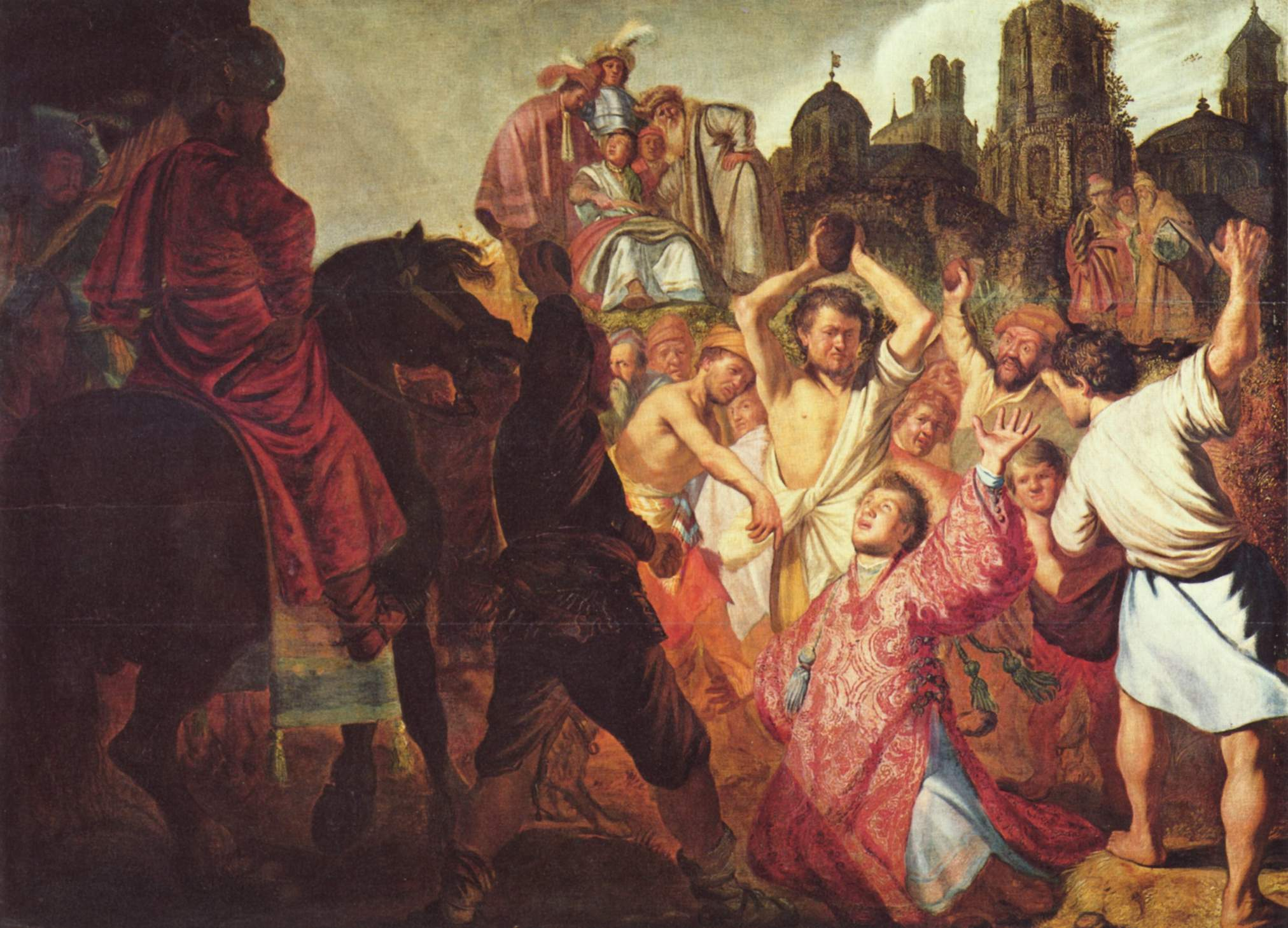
Die Steinigung des heiligen Stephanus, 1625, Musée des Beaux-Arts in Lyon

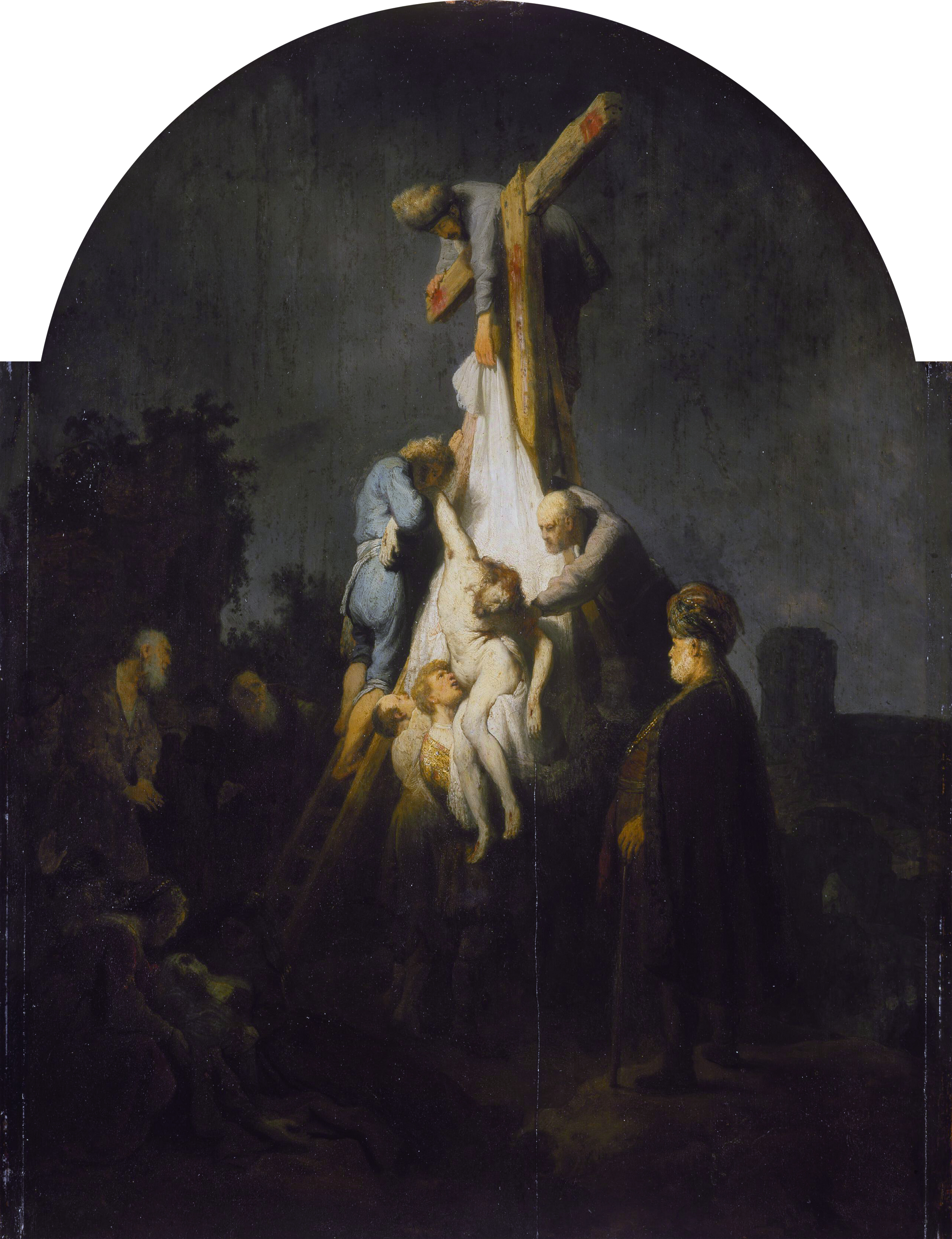
Kreuzabnahme, 1633, Alte Pinakothek in München

Viele Gemälde Rembrandts lassen sich der Gattung der Historienmalerei zuordnen. Sie zeigen Szenen aus dem Alten und Neuen Testament, Mythen oder Porträts historischer Persönlichkeiten. Dabei entwickelte Rembrandt eine besonders verdichtete Darstellung der Handlung, so dass in der Abbildung eines bestimmten Augenblickes darüber hinausreichende erzählerische Zusammenhänge zum Ausdruck kommen. Der Fokus auf die Historie war auch eine Folge seiner Ausbildung bei dem berühmten Historienmaler Pieter Lastman, an dessen Themen und Kompositionen Rembrandt sich zunächst orientierte. Ein Beispiel dafür ist das Gemälde Steinigung des Heiligen Stephanus aus dem Jahr 1625, das zu den frühesten Werken Rembrandts zählt. Lange Zeit galt es als Gemälde Lastmans, dessen Werk es stilistisch stark ähnelt. Rembrandt verwendete die Komposition eines verschollenen Lastman-Gemäldes mit demselben Thema, nutzte aber bereits den für ihn typischen Einsatz von Licht und Schatten. Die Pharisäer und Ältesten im Bildhintergrund sind als treibende Kräfte hinter der Hinrichtung hell beleuchtet, die ausführenden Personen im Vordergrund verschattet. Dieses Mittel sollte er immer wieder zur Betonung von Personen und Handlungen einsetzen.
Zwischen 1632 und 1646 fertigte Rembrandt einen sieben Gemälde umfassenden Zyklus von Bildern aus der Kindheitsgeschichte Jesu und der Passion. Der Auftrag wurde vom Statthalter Friedrich Heinrich auf Vermittlung von Constantijn Huygens erteilt und umfasste ursprünglich die fünf Bilder Kreuzabnahme, Kreuzaufrichtung, Himmelfahrt, Grablegung und Auferstehung, weshalb sich die Bezeichnung als Passionszyklus in der Fachliteratur etabliert hat. Die beiden Gemälde Anbetung der Hirten und Beschneidung im Tempel, das heute nur über eine Kopie bekannt ist, malte Rembrandt erst später als Ergänzung dieses Zyklus. Rembrandt lieferte die Bilder in großen Abständen und teils mit Verspätung, weshalb er Huygens mit anderen Bildern zu „bestechen“ versuchte und in diesem Zusammenhang Die Blendung Simsons anfertigte. Der zeitliche Rahmen der Arbeit bedingte auch Unterschiede in den Maßen der Bilder, den Farben, der Größe der Figuren und dem Malstil insgesamt, so dass die Bilderserie keine homogene Arbeit ist. Beim Malen der Kreuzabnahme setzte Rembrandt sich mit einer Komposition von Peter Paul Rubens auseinander, die ihm über einen Stich bekannt war. Rubens hatte den Leichnam Christi bildparallel dargestellt und alle Helfer um diesen herum angeordnet. Diesen Aufbau veränderte Rembrandt grundlegend. Das Kreuz ist schräg gestellt und die Personen sind in Gruppen aufgeteilt, die entweder um Jesus trauern oder bei dessen Abnahme vom Kreuz helfen. Rechts des Leichnams stellte Rembrandt Nikodemus dar, wie es in vergleichbaren Historiengemälden üblich war, links von ihm zeigte er Maria, die von zwei Frauen gestützt wird. Ihre Anwesenheit geht nicht auf die Bibel zurück, sondern greift eine im Mittelalter entstandene Legende auf. Rembrandt legte bei der Darstellung den Schwerpunkt auf das Leiden des Gekreuzigten. So sind an den Balken des Kreuzes noch die blutigen Spuren der Dornenkrönung, der Annagelung und der Seitenwunde zu sehen. Der Kontrast zwischen Hell und Dunkel betont das Kreuz und den Leichnam sowie die Hände und Gesichter der Trauernden.

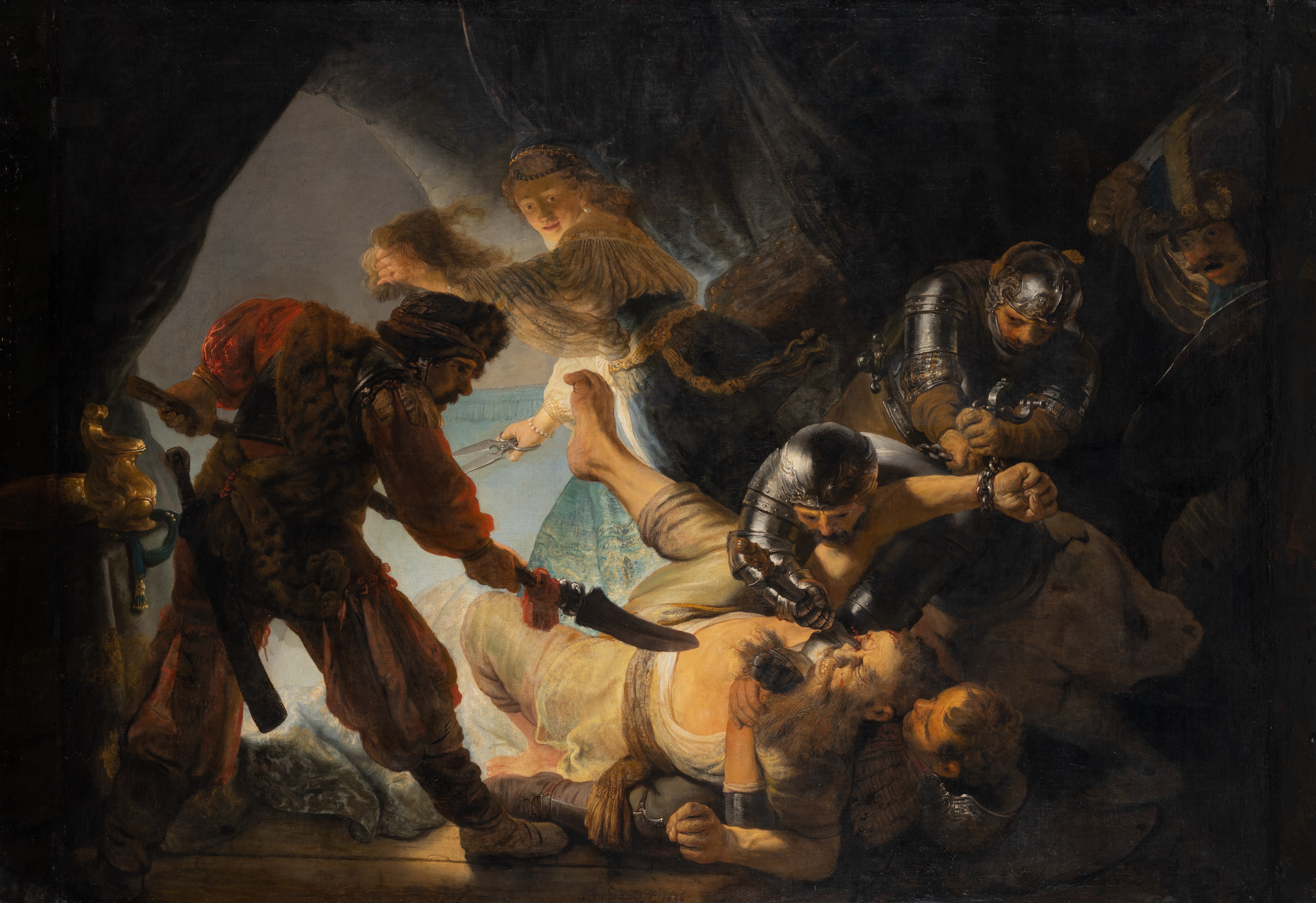
Die Blendung Simsons, 1636, Städel Museum in Frankfurt am Main

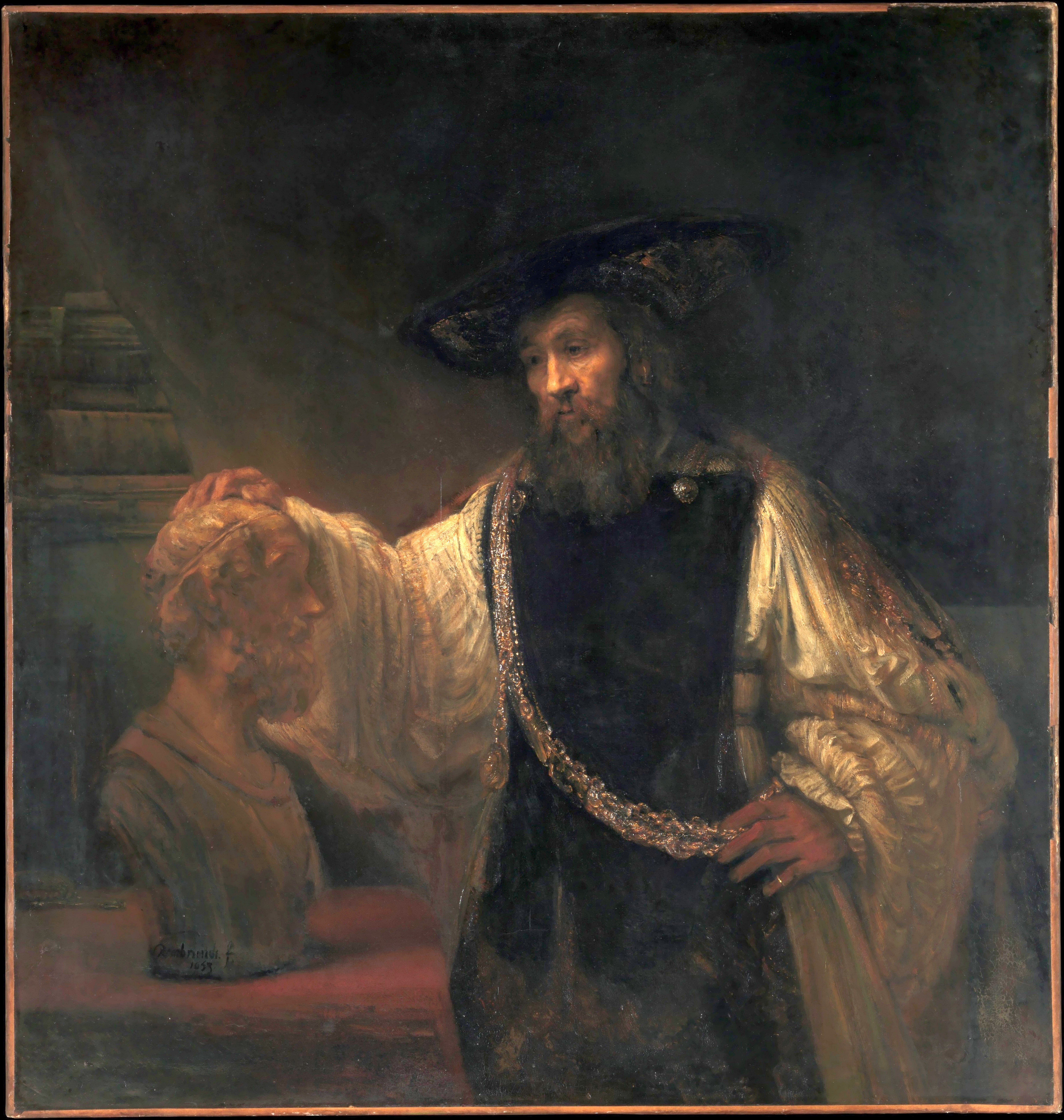
Aristoteles, 1653, Metropolitan Museum of Art in New York

Das 205 Zentimeter hohe und 272 Zentimeter breite Gemälde Die Blendung Simsons gehört zu den bedeutendsten Bildern Rembrandts. Es zeigt eine Episode aus der Geschichte des Richters Simson, die Rembrandt in mehreren Bildern behandelte. Simson war ein Nasiräer, was ihm besondere Stärke verlieh, wenn er sich an drei Bedingungen, wie etwa das Verbot sich Bart und Haare zu schneiden, hielt. Die hier dargestellte Szene schließt sich an das Schneiden des Haares durch Delila an, die ihn an die Philister verriet. Dieser Aspekt der Handlung ist auch in diesem Gemälde aufgegriffen, da Delila im Hintergrund abgebildet ist, wie sie mit dem Haarschopf und der Schere in der Hand flieht. Auch mit den weiteren Personen stellte Rembrandt verschiedene Aspekte der Handlung dar. So musste Simson, nachdem ihm die Haare abgeschnitten worden waren, zu Boden gerungen und gefesselt werden, bevor ihm die Augen ausgestochen wurden. Dies vermittelte Rembrandt über die Kämpfer, von denen einer furchtsam den Schauplatz betritt, ein anderer Simson am Boden hält, einer ihn fesselt und einer die Augen aussticht. Dabei ist die unmittelbare Handlung des Gemäldes der Höhepunkt der Geschichte, das Blenden mit dem eindringenden Messer, wobei das Blut aufspritzt. Der Betrachter kann aber über das Bild die gesamte Handlung rekonstruieren.
Neben dem Streben, möglichst viel Handlung, auch über den dargestellten Moment hinaus, in seinen Bildern zu vermitteln und die Handlung auf ihrem Gipfelpunkt, wie etwa bei der Blendung Simsons, abzubilden, nahm Rembrandt auch äußere Einflüsse aus seiner näheren Umgebung in seine Historien auf. Dies wird am Beispiel der Judendarstellung besonders deutlich. So verwendete Rembrandt über lange Zeit den Juden zugeordnete körperliche Merkmale nur bei Darstellungen in negativen Zusammenhängen, wie etwa bei den Hohenpriestern, und verstärkte diese traditionell dargestellten Gesichtszüge noch. Nach seinem konkursbedingten Umzug studierte er erstmals direkt an jüdischen Modellen. Eine dieser Studien ist das Gemälde Ein Christus nach dem Leben, in dem er den Sohn Gottes, dessen Aussehen sonst dem niederländischer Modelle angeglichen wurde, mit jüdischen Gesichtszügen gestaltete.
1653 malte Rembrandt im Auftrag des sizilianischen Aristokraten Ruffo die historische Halbfigur Aristoteles, ein Bild, das zu den bedeutenden Spätwerken Rembrandts zählt. Es folgten später noch zwei weitere Bilder auf Bestellung Ruffos, die Alexander den Großen und Homer zeigen. Ruffo war mit dem Porträt von Aristoteles sehr zufrieden und erwähnte es lobend in einem Brief an den Maler Giovanni Francesco Barbieri, der ein Pendant dazu anfertigen sollte, weil Rembrandt die beiden weiteren bestellten Bilder erst mit großer Verzögerung zu Beginn der 1660er-Jahre lieferte. Auch das Bildnis Alexander des Großen wurde von Ruffo positiv aufgenommen, der aber nach einiger Zeit bemerkte, dass die Leinwand an drei Seiten vergrößert worden war und sich daraufhin beschwerte. Den Homer empfand Ruffo als unvollendet, weshalb er ihn zurückschickte und von Rembrandt Nachbearbeitungen forderte. Die Themen der Bilder scheint Rembrandt selbst gewählt zu haben, da er die beiden folgenden bereits im Aristoteles-Porträt angelegt hat. Der Philosoph ist in einem Moment des Sinnierens dargestellt. Seine rechte Hand hat er auf eine Büste gelegt, die Homer darstellt. Mit der linken Hand berührt er auf Hüfthöhe eine goldene Ehrenkette mit einem Bildnis Alexander des Großen. Darin kommt auch Rembrandts Kenntnis der historischen Zusammenhänge zum Ausdruck. Aristoteles war ein Kenner der Werke Homers und vermittelte sie seinem Schüler Alexander dem Großen.

#### Porträts und Gruppenbildnisse

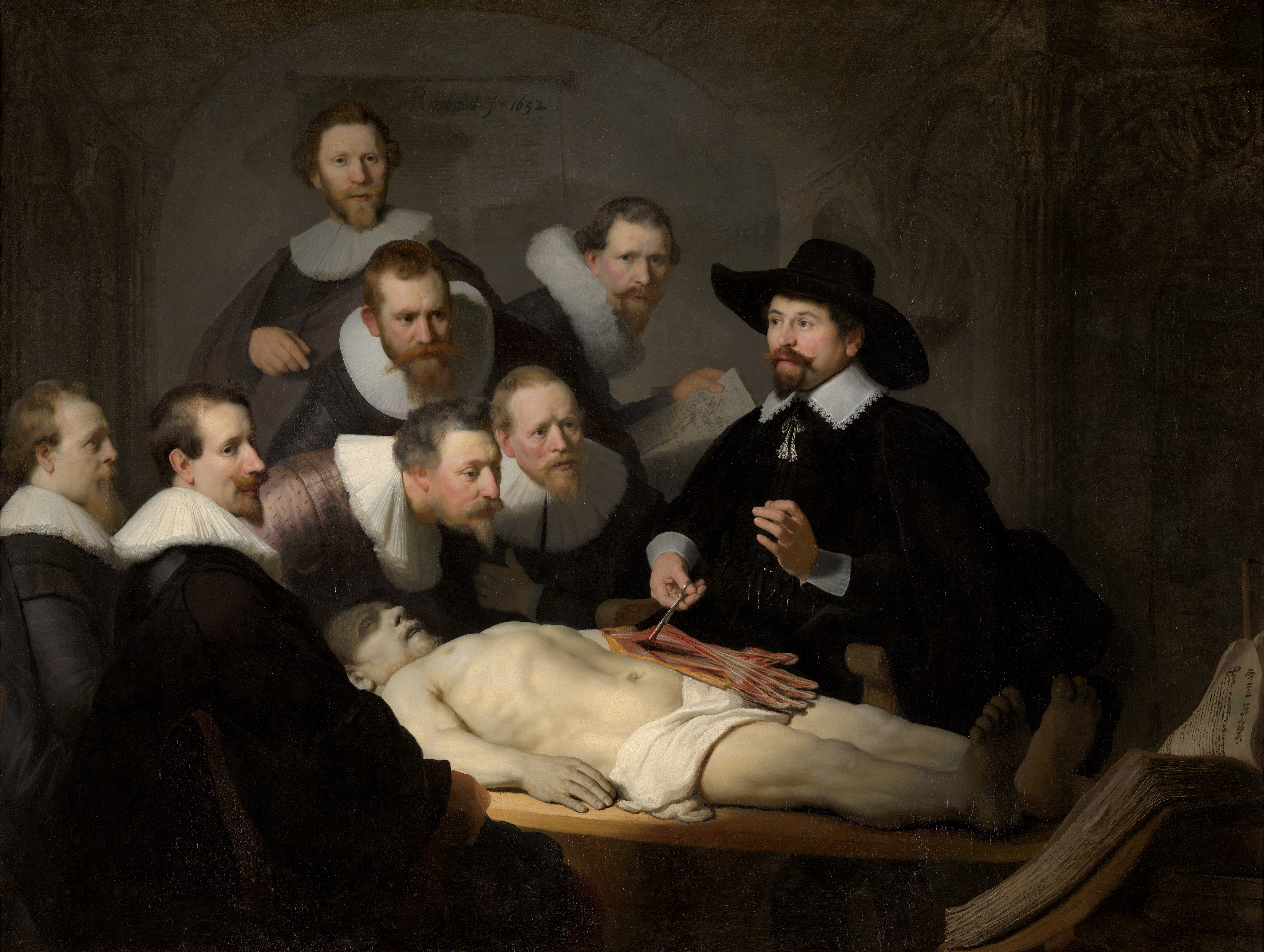
Die Anatomie des Dr. Tulp, 1632, Öl auf Leinwand, Mauritshuis in Den Haag

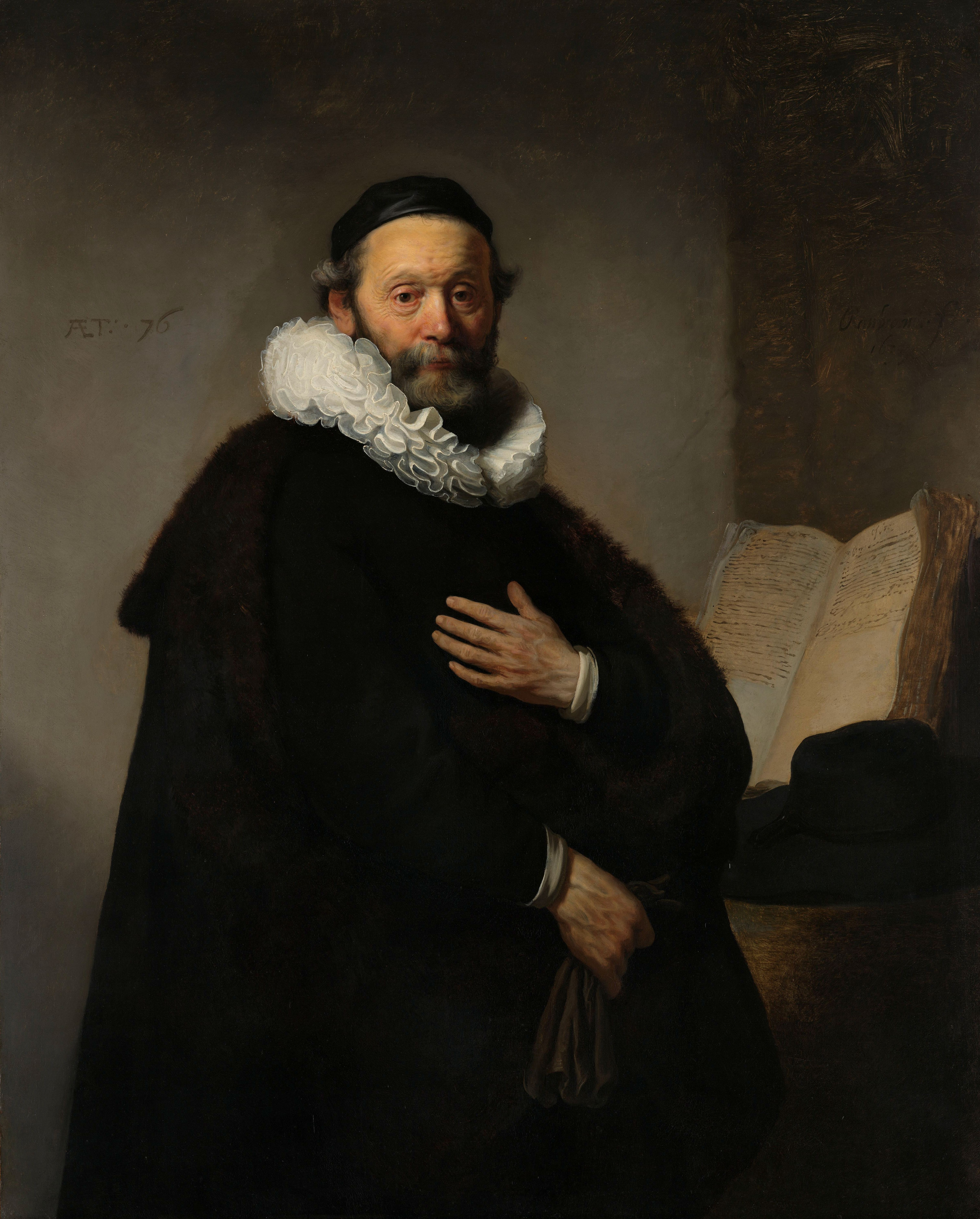
Porträt des Predigers Johannes Uytenbogaert, 1633, Rijksmuseum Amsterdam

Im Anschluss an seinen Umzug nach Amsterdam begann Rembrandt bei seiner Arbeit im Atelier Uylenburghs verstärkt Porträts zu malen und eroberte mit ihnen rasch den Markt für dieses Genre. Der Erfolg basierte auf Erfahrungen aus der Historienmalerei, mit denen Rembrandt die etablierten Bildnismaler überflügelte. Er band die Porträtierten in kleine Handlungen ein, wie etwa die Übergabe eines Briefes durch die Frau an ihren Mann in einem Doppelporträt, was den Bildern Lebendigkeit verleiht. Zudem gelang es Rembrandt, die menschliche Haut besonders realistisch wiederzugeben. Im Vergleich mit anderen Porträtmalern nahm sich Rembrandt mehr Freiheiten heraus, so dass seine Bilder im Vergleich mit anderen Porträts derselben Person geringere Übereinstimmungen der körperlichen Merkmale aufweisen. Der Zweizeiler „Das ist Rembrandts Hand, und das Gesicht von de Gheyn. Staune. Leser, das ist de Gheyn und ist es nicht.“ des Dichters Constantijn Huygens über das Porträt seines Freundes Jakob de Gheyn der Jüngere wird als Kritik an der Darstellung de Gheyns durch Rembrandt oder aber als Sinnieren darüber, dass ein Porträt nicht der Dargestellte selbst, sondern nur ein Abbild von ihm ist, gedeutet.
Das erste von Rembrandt gemalte Gruppenporträt, das seinen Durchbruch als Porträtmaler markierte, ist das 169,5 Zentimeter hohe und 216,5 Zentimeter breite Bild Die Anatomie des Dr. Tulp, das 1632 kurz nach seinem Umzug nach Amsterdam im Auftrag des Prälektors der Chirurgengilde, Nicolaes Tulp, entstand. Es zeigt eine öffentliche anatomische Vorlesung, die zu dieser Zeit alltäglich und populär war. Rembrandt bildete nicht die Porträtierten in einer Reihe ab, wie es Tradition war, sondern stellte sie um den Leichnam versammelt dar. Dessen Sehne am linken Unterarm ist freigelegt und wird vom Chirurgen mit der Zange angehoben, während er seinen Vortrag hält. Mit Ausnahme Tulps, der auf einem Sessel sitzt, stehen alle Figuren, die als Mitglieder der Gilde zu identifizieren sind, und werden in Posen abgebildet, die für das Verfolgen eines Vortrages typisch sind. So zeigt Rembrandt den konzentrierten Blick auf den Redner ebenso wie einen prüfenden in das Lehrbuch in der rechten unteren Bildecke oder das sachkundige Mustern des Präparates. Somit sind alle Figuren in einem gemeinsamen Geschehen vereinigt. Die einzelnen Gesichtszüge sind deutlicher herausgearbeitet, als es die Situation verlangt, was auf den heutigen Betrachter wie eine übertriebene Pose wirkt. Diese Übertreibung legte Rembrandt jedoch mit der Zeit ab.
Ein Beispiel der zu Beginn der Amsterdamer Zeit entstandenen Einzelporträts ist das 130 Zentimeter hohe und 103 Zentimeter breite Porträt des Predigers Johannes Uytenbogaert, das 1633 von Rembrandt im Auftrag der remonstrantischen Gemeinde gemalt wurde. Es zeigt den Pfarrer Johannes Uytenbogaert, der für kurze Zeit aus seiner Verbannung in die Niederlande zurückgekehrt war. Er hat für den 13. April 1633 in seinem Tagebuch vermerkt, dass er den ganzen Tag für Rembrandt Modell saß. Teile des Bildes, wie die Hände, stammen nicht von Rembrandt selbst, sondern wurden von einem Ateliermitarbeiter gemalt. Diese Praxis kam bei einigen Porträts Rembrandts vor, da es nicht ungewöhnlich war, dass in Porträtwerkstätten verschiedene Maler an einem Bild arbeiteten.

Die Nachtwache, Rijksmuseum Amsterdam

Porträt einer Dame mit Straußenfeder, in den 1660ern, National Gallery of Art in Washington, D.C.

Eines der berühmtesten Gemälde Rembrandts ist das Gruppenporträt Die Nachtwache, das 1642 gemalt wurde. Das 363 Zentimeter hohe und 437 Zentimeter breite Bild wurde von der Gilde der Büchsenschützen in Auftrag gegeben, die ein neues Schützenhaus bezog und zum Schmuck des Festsaals mehrere Gruppenporträts bestellte. Rembrandt erfüllte diesen Auftrag wie schon bei der Anatomie des Dr. Tulp, indem er die Porträtierten in eine Handlung einband. Der Kapitän Frans Banning Cocq erteilt den Marschbefehl an Leutnant Willem van Ruytenburgh, der diesen nun weitergibt. Kapitän und Leutnant stehen als Ausgangspunkt der Bildhandlung mittig im Vordergrund. Einzelne Mitglieder der Kompanie haben den Befehl bemerkt und machen sich marschbereit. Die Tätigkeit der Gilde wird von drei Schützen symbolisiert, die verschiedene Phasen des Schusses zeigen. Im linken Vordergrund stopft einer die Büchse, hinter dem Leutnant ist das Mündungsfeuer eines feuernden Schützen zu sehen und rechts vom Leutnant pustet ein alter Mann abgebranntes Pulver von der Zündpfanne. In der linken Bildhälfte stellte Rembrandt zwei kleine Mädchen dar, die als Marketenderinnen auftreten und von denen nur die vordere als Allegorie zu erkennen ist. Sie trägt am Gürtel ein Huhn, dessen Kralle das Symbol der Büchsenschützengilde war, das Trinkhorn der Gilde und eine Pastete. So weist das Bild auf die Feier der Gildengemeinschaft mit einer gemeinsamen Mahlzeit hin. Rembrandt erweckt mit der Andeutung weiterer Figuren im Hintergrund den Anschein, dass die ganze Kompanie anwesend ist, zu der nicht nur Schützen, sondern auch Spieß- und Lanzenträger gehörten. Das Gemälde zeigt einen gewöhnlichen Aufmarsch der Gilde, weshalb über lange Zeit Titel wie Kapitän Frans Banningh Cocq gibt seinem Leutnant den Befehl zum Aufmarsch der Bürgerkompanie verbreitet waren. Erst als die Firnisschichten nachgedunkelt waren und das Bild deshalb wie eine nächtliche Szene erschien, bürgerte sich gegen Ende des 18. Jahrhunderts der Titel Die Nachtwache ein. Um das Bild ranken sich verschiedene Gerüchte und Anekdoten wie etwa, dass die Dargestellten Mitglieder einer Theatergruppe seien, oder dass sich Rembrandts Ruf als Porträtmaler durch die ungewöhnliche Komposition des Bildes verschlechtert hätte. Diese Spekulationen werden von der Forschung abgelehnt.
Das 99,5 Zentimeter hohe und 83 Zentimeter breite Porträt einer Dame mit Straußenfeder ist ein Beispiel für Rembrandts Frauenporträts und seine Porträts im letzten Jahrzehnt seines Lebens. Ab Beginn der 1660er-Jahre erlebte Rembrandt nach einer längeren Phase mit wenigen Porträtaufträgen einen Anstieg der Zahl dieser Aufträge. Diese Arbeiten sind alle von einem starken Hell-Dunkel und einer ruhigen Haltung der Dargestellten geprägt. Das Porträt der unbekannten Frau, die eine Pfauenfeder in der Hand hält, wird durch zwei helle Dreiecke geprägt. Das obere umfasst den Kopf und die Schulterpartie, das untere die Unterarme, Hände und die Feder. Beide werden von einem schwarzen Bereich der Kleidung getrennt. Diese hebt sich nur leicht vom ebenfalls dunklen Hintergrund ab.

#### Selbstporträts

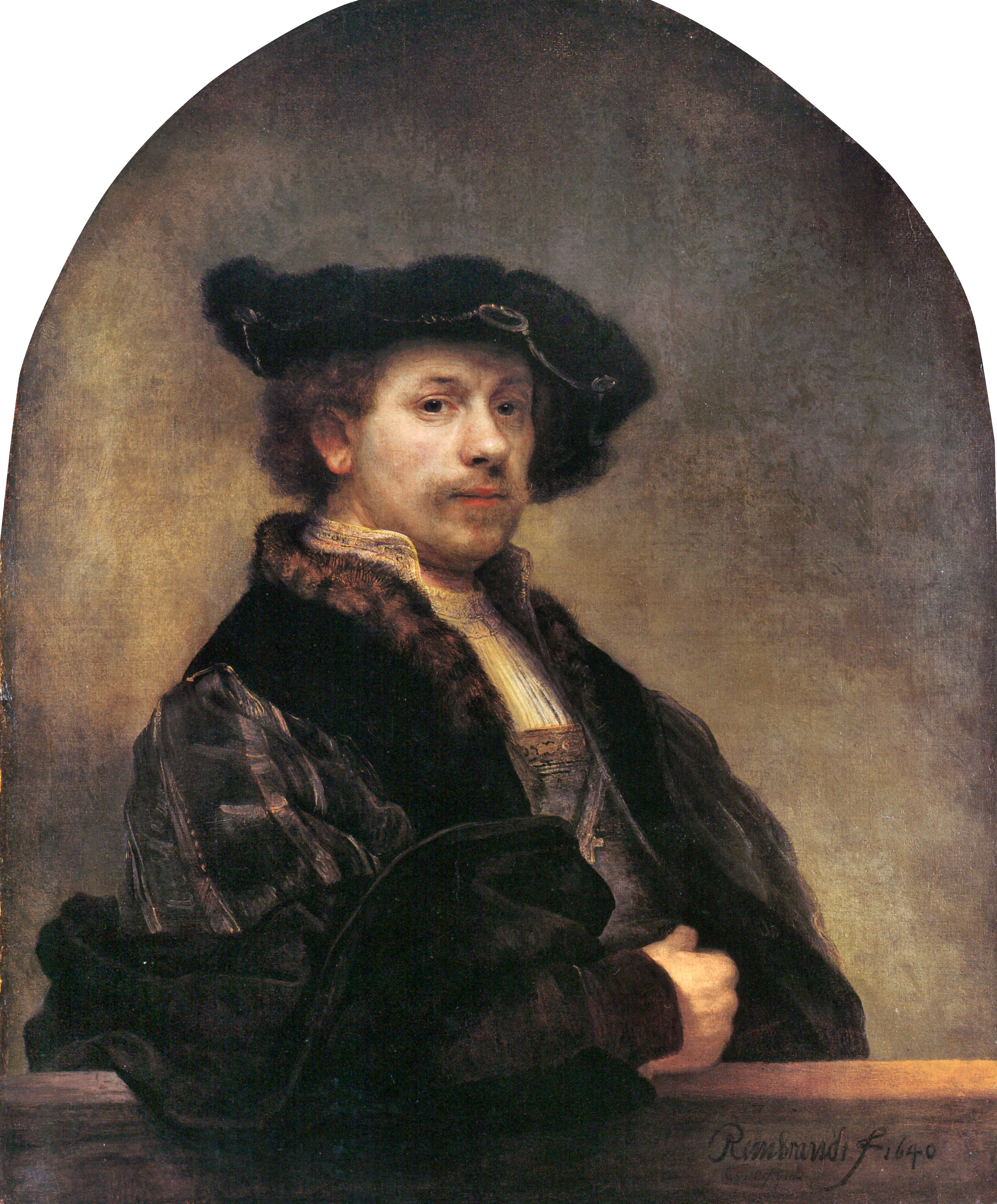
Selbstporträt, 1640, National Gallery in London

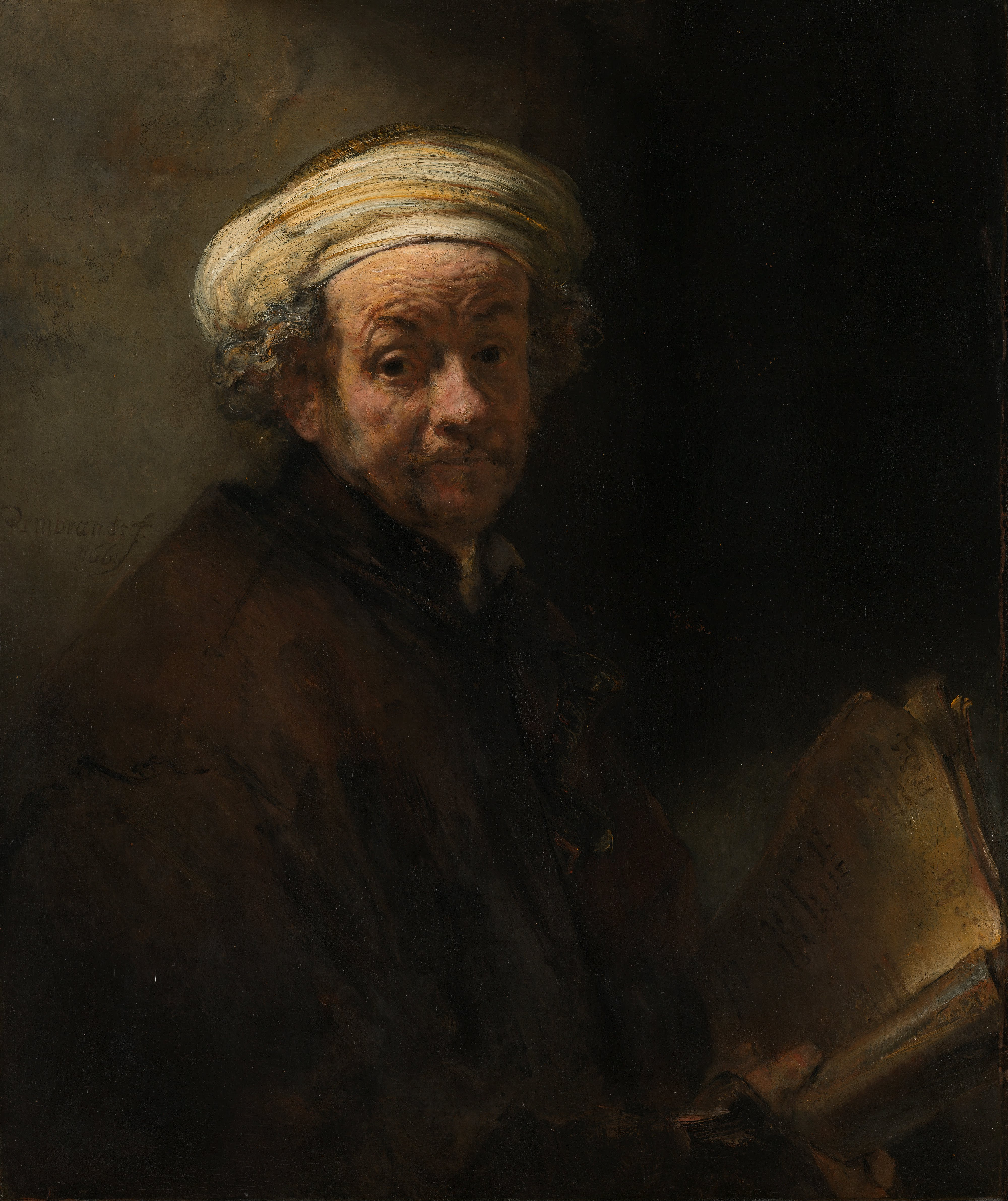
Selbstporträt als Apostel Paulus, um 1661, Rijksmuseum in Amsterdam

Zeit seines Lebens fertigte Rembrandt Porträts an, die ihn selbst mit verschiedenen Gesten und unterschiedlichem Gesichtsausdruck sowie in verschiedenen Rollen zeigen. Er stellte sich „annähernd fünfzigmal in Farbe, zwanzigmal in Radierungen und ungefähr zehnmal in Zeichnungen“ selbst dar.
Das Studium an sich selbst nahm Rembrandt vor allem zu Beginn seiner Laufbahn vor, als er Radierungen anfertigte, die ihn in verschiedenen emotionalen Zuständen mit den dazugehörigen Haltungen und der entsprechenden Körpersprache darstellen. Im Spätwerk fertigte er stattdessen vermehrt Bildnisse an, die sein Alter zum Thema haben oder in denen er historische Rollen annimmt.
Das 102 Zentimeter hohe und 80 Zentimeter breite Selbstporträt aus dem Jahr 1640 zeigt Rembrandt vor einem hellen, neutralen Hintergrund, so dass die Figur besonders betont ist. Er trägt Kleidung aus Seide und Brokatstoff. Der Mantel ist mit einem Pelzkragen besetzt. Über dem auf einer Barriere aufgestützten Arm liegt eine schwere und kostbare Stola. Als Kopfbedeckung trägt Rembrandt ein Barett. Das Gesicht ist im Halbprofil mit einem melancholischen Ausdruck gemalt. Der Blick ist auf den Betrachter des Bildes gerichtet. In der rechten unteren Bildecke auf der Barriere ist die Signatur Rembrandt f. 1640 sichtbar. Mit der perfekten Malweise und der Darstellung des Porträtierten ähnelt dieses Bild Werken von Raffael oder Tizian.
Rembrandts Alterung ist in seinen Porträts nachvollziehbar. So zeigen die Bilder ihn mit schütterem Haar und stärker werdenden Falten. Er porträtierte sich jedoch nicht nur, sondern stellte sich zum Teil auch in einen größeren erzählerischen Zusammenhang, indem er historische Rollen einnahm. Ein Beispiel hierfür ist das Selbstporträt als Apostel Paulus aus dem Jahr 1661. Es zeigt den dunkel gekleideten Rembrandt vor einem überwiegend dunklen Hintergrund. Nur die linke obere Bildecke, in der auch die Signatur angebracht ist, ist heller. Der weiße Turban, den er als Kopfbedeckung trägt, ist der hellste Abschnitt des Bildes. In der Hand hält Rembrandt eine Ausgabe des Alten Testaments; die dargestellten Buchstaben sind der hebräischen Schrift nachempfunden. Das Schwert als typisches Attribut des Apostels Paulus von Tarsus, der mit einem solchen hingerichtet wurde, ist mit seinem Knauf nur angedeutet. Ein weiteres Gemälde aus dieser Schaffensphase ist das Selbstbildnis als Zeuxis um 1663/64, das lange Zeit als Darstellung des Demokrit galt. Demokrit galt in der Antike als der lachende Philosoph, aufgrund seiner Lehre von der Wohlgemutheit als höchstem Gut. Mit der Interpretation als Demokrit war auch die Deutung verbunden, dass Rembrandt sein Altern positiv betrachtete. Nach aktuellem Stand der Forschung stellt dieses Bild jedoch Zeuxis von Herakleia dar, der beim Malen eines Porträts einer hässlichen Frau an einem Lachanfall starb. Damit könnte das Bild auch die Erkenntnis Rembrandts über seine eigene Überheblichkeit und Sterblichkeit symbolisieren. Diese Interpretation gilt jedoch ebenfalls nicht als sicher. So wird angeführt, dass bei Röntgenuntersuchungen festgestellt wurde, dass Rembrandt in einer früheren Version des Bildes nur lächelte und nicht lachte.

#### Landschaften

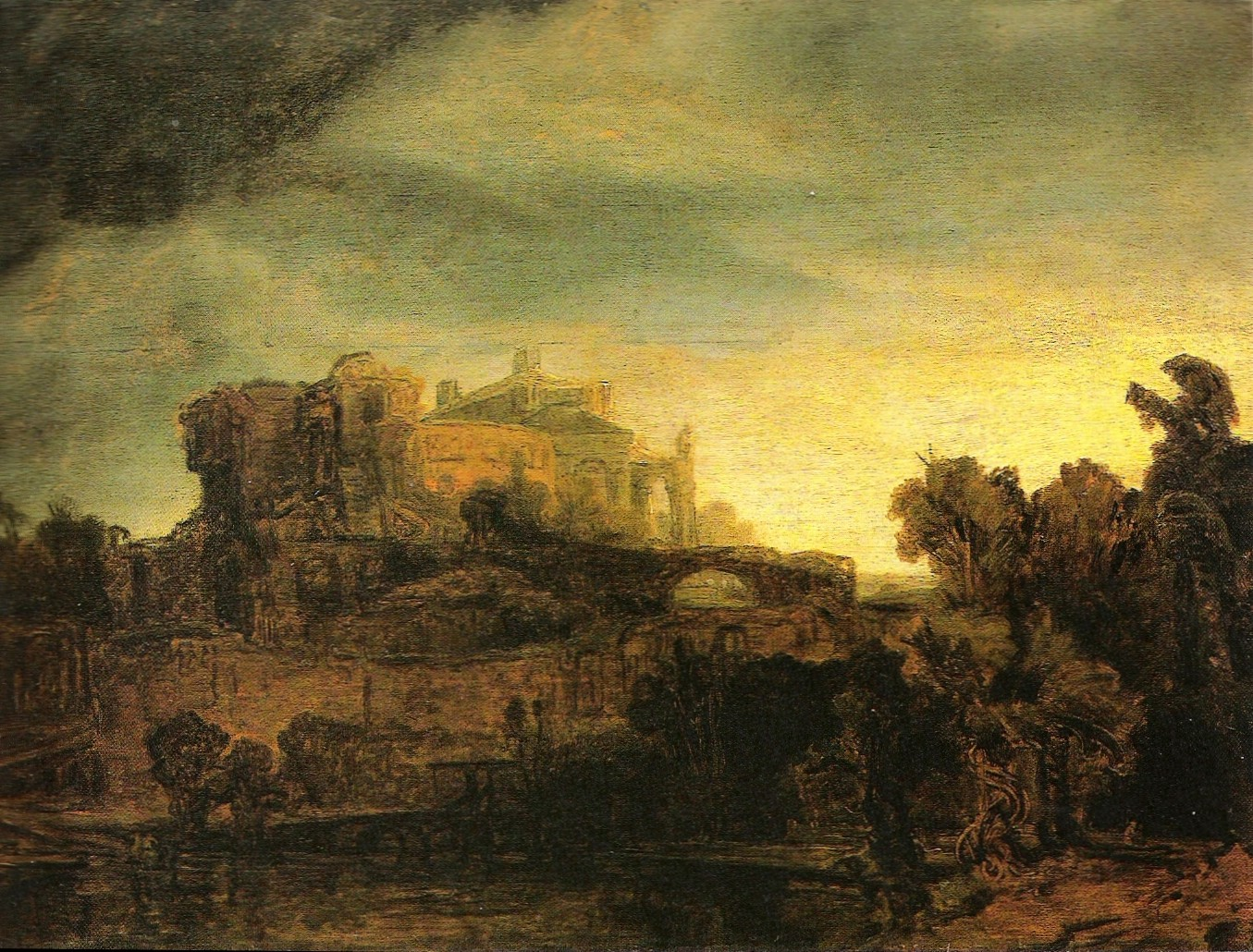
Landschaft mit Gebäuden, 1642–1646, Louvre in Paris

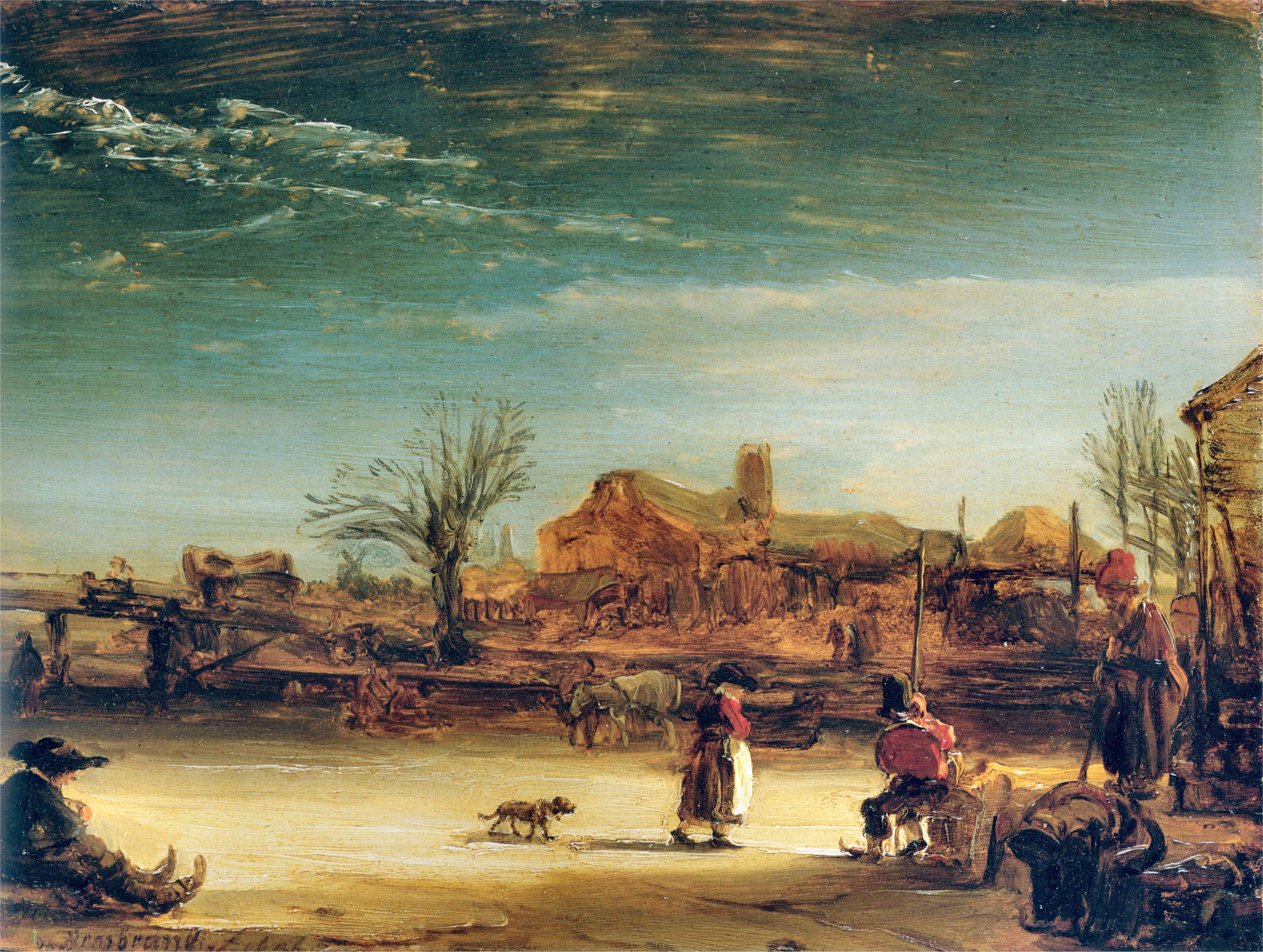
Winterlandschaft, 1646, Gemäldegalerie Alte Meister in Kassel

Die Insolvenz-Inventarliste Rembrandts von 1656 führt zwölf Landschaftsgemälde von seiner Hand auf, von denen sich nach heutigem Wissensstand acht erhalten haben. Daneben werden ihm 32 Radierungen und zahlreiche Zeichnungen mit Landschaftsdarstellungen zugeschrieben. Landschaftsgemälde standen zu Lebzeiten Rembrandts in der traditionellen Hierarchie der Gattungen unter der Porträt- und Historienmalerei und waren dementsprechend preiswerter. Rembrandt selbst wird sich als Historienmaler gesehen haben. Landschaften zeichnete er bei Wanderungen in der Umgebung Amsterdams eher zu seinem persönlichen Vergnügen. Dies erklärt, warum er nur wenige Landschaftsgemälde schuf, die sich darüber hinaus deutlich von denen seiner Zeitgenossen unterscheiden.
Im Zeitraum zwischen 1636 und 1655 malte Rembrandt einige Landschaftsgemälde, was nicht notwendigerweise bedeutet, dass diese Bilder keine Figuren enthalten. Der Großteil von ihnen zeigt Phantasielandschaften, nur eine Minderheit ist von Rembrandt realistisch gemalt worden. Im Unterschied zu seinen Zeichnungen und Radierungen, die meist weite, offene und realistisch gehaltene Landschaften zeigen, wirken die Gemälde überwiegend bewegungslos und beengt. Im Gegensatz zu den Historien und Porträts unterschieden sich die Landschaftsgemälde Rembrandts stark von den traditionellen Gemälden dieser Gattung. Sie hatten begrenzten Einfluss auf nachfolgende Künstler im England um das Jahr 1800. Während viele italienische und den Italienern nacheifernde Künstler Landschaften der römischen oder griechischen Antike wählten, malte Rembrandt oftmals solche, die eher dem israelischen Raum zugeordnet werden können. Wie die Maler idealisierter Landschaften stellte Rembrandt in seinen Gemälden nicht die Realität dar. Er ging jedoch noch weiter, indem er auch auf die Basis des Studiums der Natur für das Malen des Bildes verzichtete.
Ein Beispiel für die fantastischen Landschaften ist das Gemälde Landschaft mit Gebäuden, das Rembrandt zwischen 1642 und 1646 schuf. Es ist die am meisten klassische Landschaftskomposition unter seinen Werken und orientierte sich vermutlich an der 1604 entstandenen Landschaft mit der Flucht nach Ägypten von Annibale Carracci, einem Gemälde, das Rembrandt als Kopie bekannt gewesen sein dürfte. In beiden Bildern dominiert eine Gruppe von Gebäuden den Horizont. Ein Teil von ihnen wird von der Sonne beleuchtet, der andere liegt im Schatten. Die Gebäude gliedern sich farblich und kompositorisch so in die Landschaft ein, dass sie wie natürlich zu ihr gehörend erscheinen. Im Vordergrund ist ein Fluss zu sehen, über den eine Brücke führt. Es ist möglich, dass Rembrandt das Gemälde nicht vollendete und deshalb keine Figuren in das Bild integriert sind.
Eine der realistischen Landschaften ist die 17 × 23 Zentimeter große Winterlandschaft aus dem Jahr 1646. Das kleine Format und die Ausführung lassen vermuten, dass sie auf einer Zeichnung basiert. Die Darstellung des Wetters und der Wolken ist der Realität nachempfunden. Der Vordergrund des Bildes ist relativ leer. In seiner linken Ecke sitzt ein Mann, in seiner rechten Hälfte befinden sich drei weitere Figuren. In der Ausführung ist diese Landschaft nicht so repräsentativ und prunkvoll wie viele andere Winterlandschaften, die im 17. Jahrhundert in den Niederlanden entstanden.

### Zeichnungen

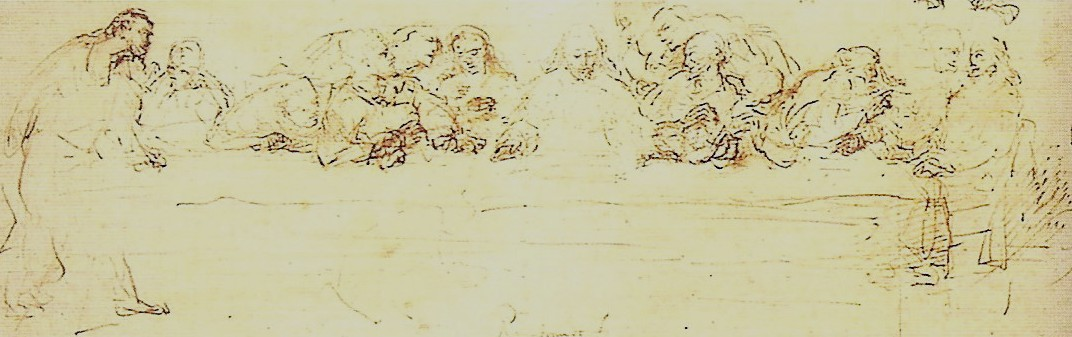
Das letzte Abendmahl, 1635, Staatliche Museen zu Berlin

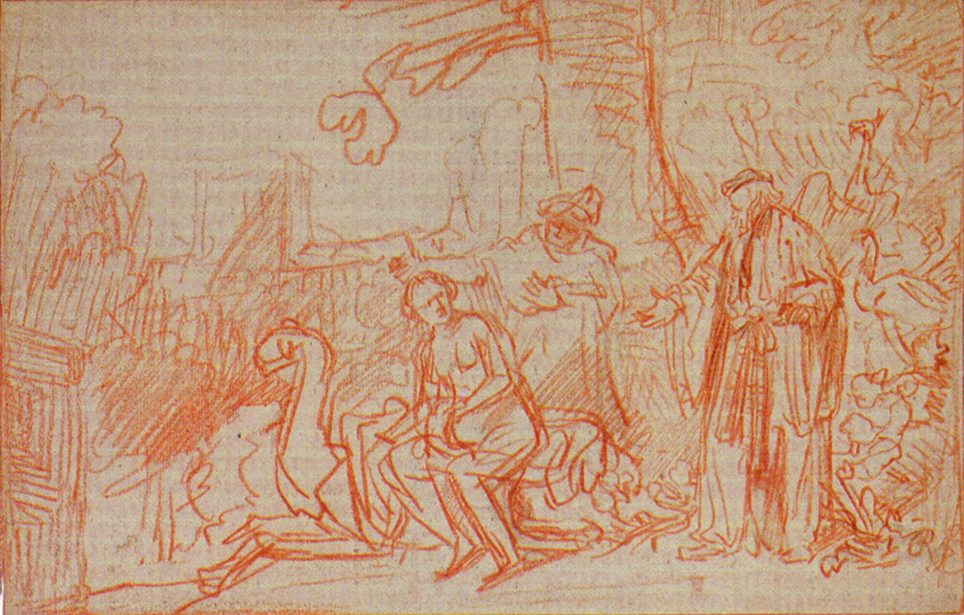
Susanna im Bade, um 1637, Staatliche Museen zu Berlin

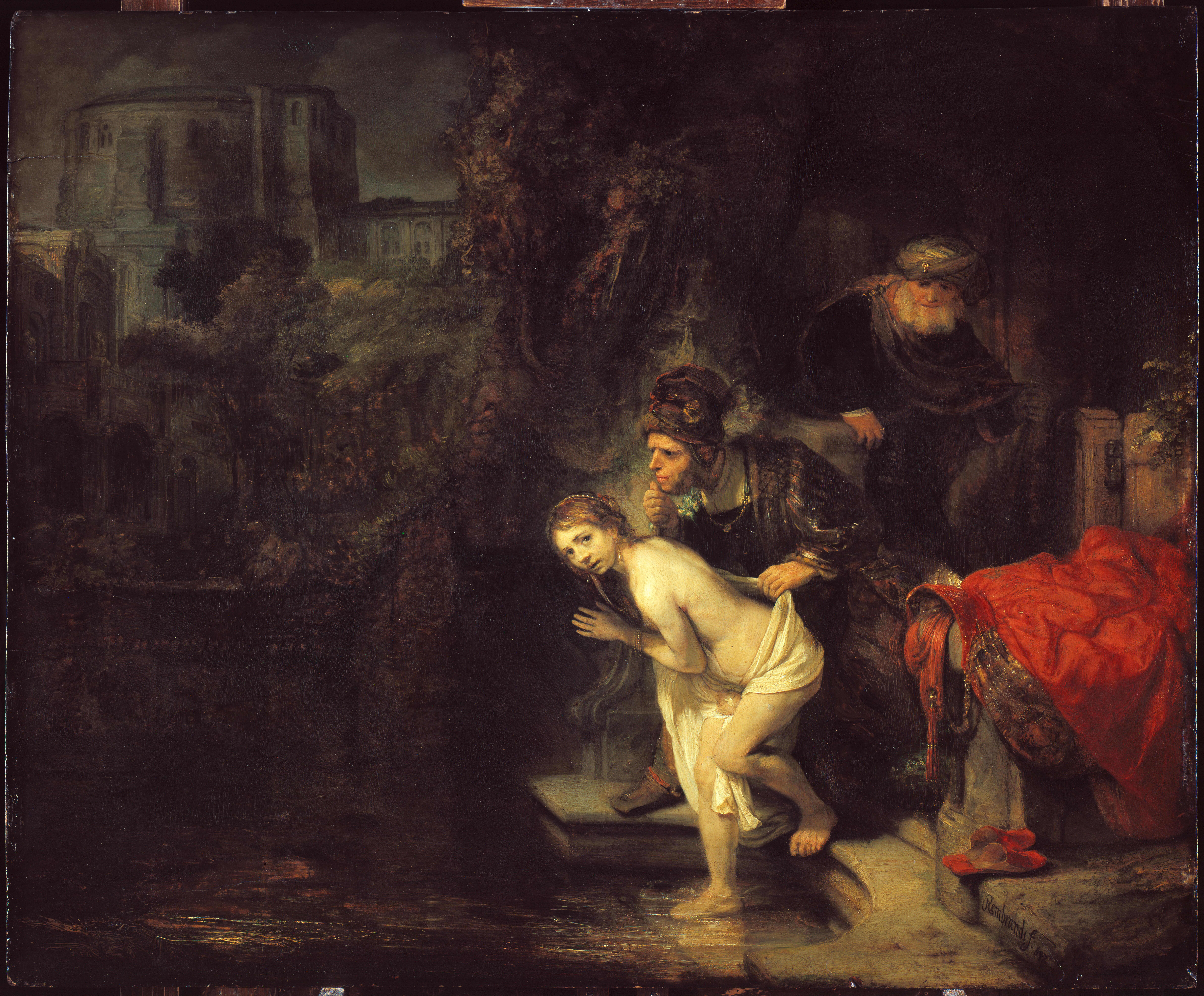
Gemälde Susanna und die beiden Alten, 1647

Von den zahlreichen Zeichnungen, die Rembrandt im Laufe seines Lebens anfertigte, sind heute etwa 1000 erhalten. Er verkaufte nur wenige dieser Zeichnungen, der Großteil diente Studienzwecken. Es handelte sich um Skizzen, Vorzeichnungen, Nachzeichnungen und Erinnerungsstützen, die seinen Schülern in der Werkstatt nach Themen geordnet zugänglich waren. Einige Zeichnungen legen Zeugnis davon ab, dass Rembrandt sich mit bestimmten Problemen stärker befasste. So widmete er sich in der zweiten Hälfte der 1630er-Jahre der Symmetrie und Asymmetrie im von Leonardo da Vinci angefertigten Werk Das letzte Abendmahl. Dieses war Rembrandt über einen Stich bekannt und veranlasste ihn, in verschiedenen Zeichnungen den Aufbau dieses Bildes zu studieren. Seine so gewonnenen Erkenntnisse übertrug Rembrandt in das Gemälde Simson an der Hochzeittafel, das Rätsel aufgebend, das sich in der Komposition an das Abendmahl anlehnt.
Im Laufe der Zeit befasste sich Rembrandt immer wieder mit der Darstellung bestimmter Themen, wie etwa der Geschichte von Susanna im Bade. Ein Beispiel der Umsetzung dieser biblischen Erzählung ist die mit roter Kreide angefertigte Zeichnung Susanna im Bade, die um 1637 entstand. Sie orientiert sich kompositorisch an einem Historiengemälde von Pieter Lastman, bei dem Rembrandt studiert hatte. Susanna wird nach der biblischen Erzählung von zwei alten Richtern bedrängt und vor die Wahl gestellt, ihnen zu Willen zu sein oder verleumdet zu werden. Rembrandt übernahm die große Anlage des Bildes, die Gruppierung der Figuren und wesentliche Bildelemente Lastmans in seine Kreidezeichnung. Der Hauptunterschied zum Original liegt in der weiteren Ausgestaltung der Szene, wobei Rembrandt den Dialogcharakter betont. Über die Körpersprache der beiden Alten transportiert er die Alternativen der Susanna: Der linke weist mit dem Daumen auf das Schloss als Drohung mit der Verleumdung und Anklage, der rechte lockt Susanna mit seinem Finger. Letzterer wird von Susanna mit einem abweisenden Blick bedacht, womit ihre Ablehnung des Ansinnens dargestellt wird.
Die neuere Rembrandt-Forschung sieht in einem Großteil der Zeichnungen seines Spätwerks nicht mehr primär den ursprünglich vermuteten „Vorzeichnungscharakter“ – sie gelten inzwischen als autonome Kunstwerke. Eine der bevorzugten Techniken Rembrandts wurde die Rohrfeder, häufig auch in Bister laviert.

### Radierungen

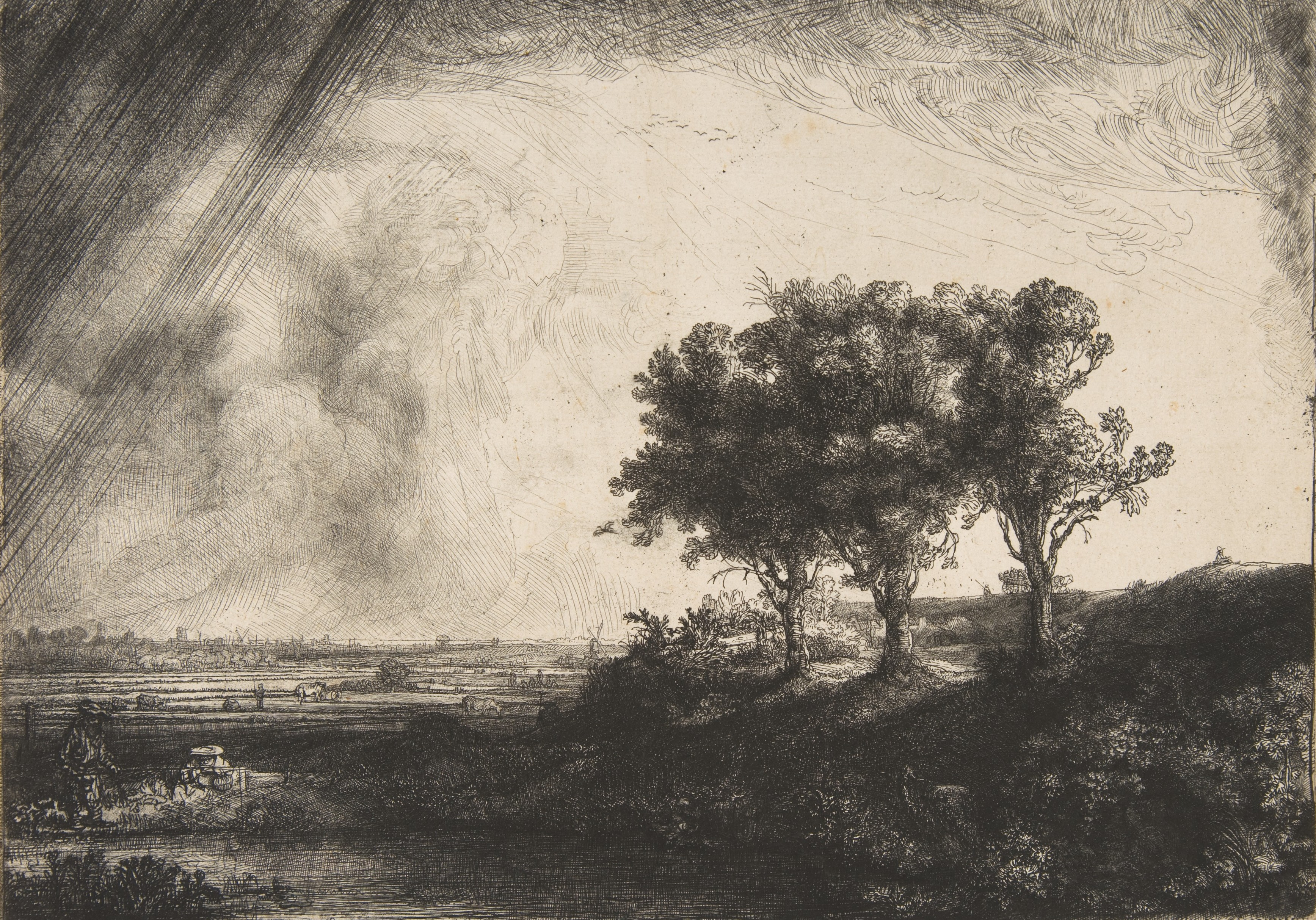
Die Landschaft mit den drei Bäumen, 1643, Museum Het Rembrandthuis in Amsterdam

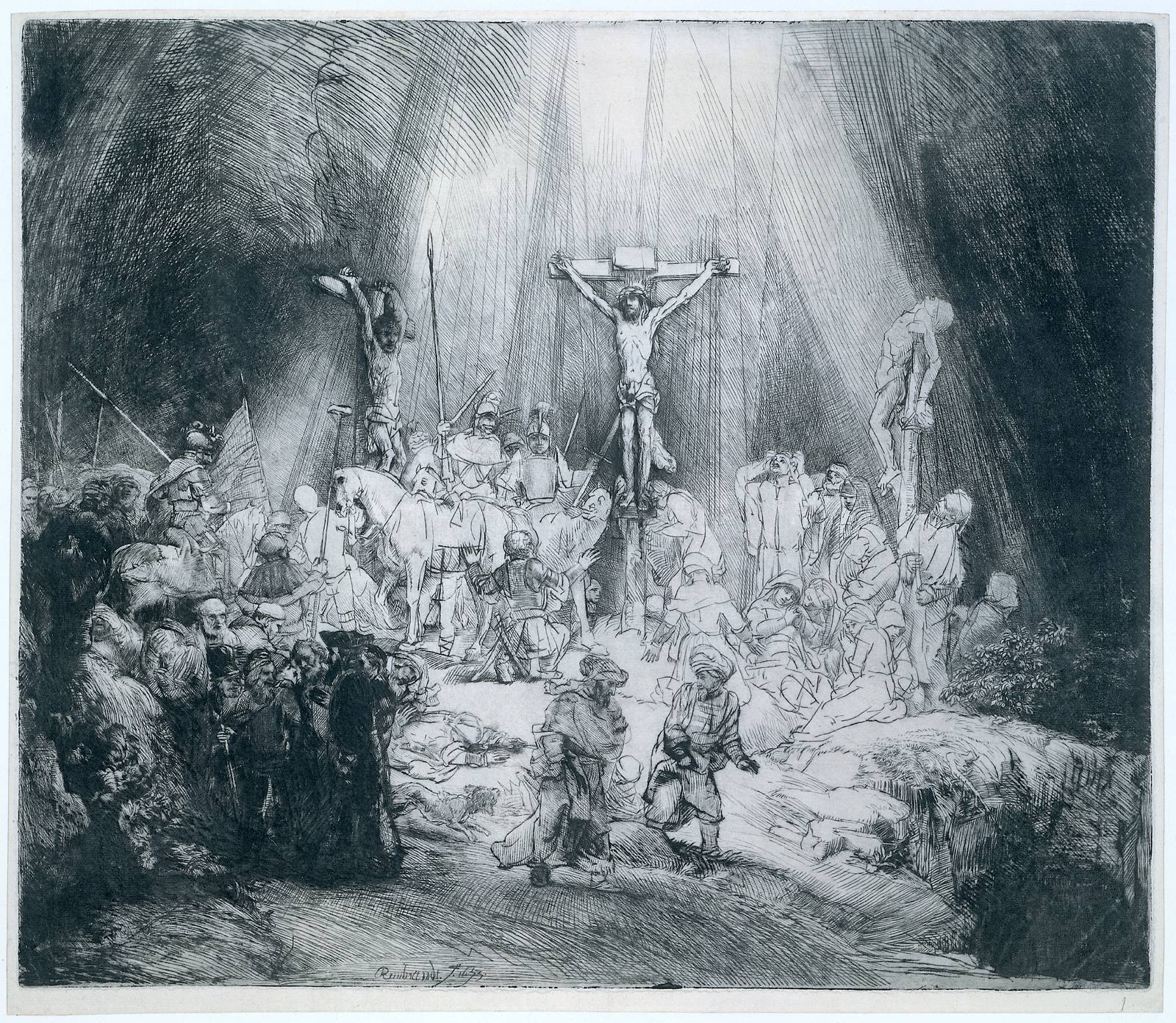
Die drei Kreuze, 1653, Rijksmuseum in Amsterdam

Rembrandt schuf etwa 300 Radierungen, von denen 80 Kupferplatten erhalten geblieben sind. Ihre Verbreitung über Reproduktionen trug zum Ruhm des Künstlers in ganz Europa bereits zu Lebzeiten bei. Die frühen Radierungen Rembrandts weisen deutliche Stilunterschiede zu seinen Zeitgenossen auf und legen nahe, dass er sich dieser Kunstgattung als Autodidakt näherte. Rembrandts Technik war freier als die anderer Künstler, die sich mit regelmäßigen Linien und Schraffierungen dem Kupferstich annäherten, so dass seine Radierungen lebendiger erscheinen. Mit dem Spiel von Hell und Dunkel und der über unterschiedliche Schraffuren erzeugten Perspektive verlieh er ihnen einen malerischen Charakter.
Die Landschaft mit den drei Bäumen aus dem Jahr 1643 gehört zu den ersten realistischen Landschaftsdarstellungen Rembrandts, nachdem er in seinen früheren Gemälden heroische Landschaften mit Obelisken, Wasserfällen und Burgen kreierte. Nun konzentrierte er sich auf die Weite der Landschaft und die Darstellung der Wolken. Die Radierung Die Landschaft mit den drei Bäumen zeigt die für die Niederlande typische flache Landschaft nach einem Gewitter.
Die 38,5 Zentimeter breite und 45 Zentimeter hohe Radierung Die drei Kreuze aus dem Jahr 1653 zeigt eine Interpretation der Kalvarienszene, eines traditionellen Themas von Bildern, dem sich Rembrandt von einem neuen Standpunkt aus näherte. Er fokussierte auf die Reaktionen der Anwesenden auf Jesu Tod und das nachfolgende Erdbeben sowie die drei Kreuze. Aus dem Himmel brechen Lichtstrahlen hervor, die in ihrer geometrischen Struktur den sakralen Charakter der Radierung herausstellen. Sie beleuchten Jesus und den guten Schächer, während der zweite Räuber im Dunkeln bleibt. Die Wirkung auf die anwesenden Personen stellte Rembrandt auf verschiedene Weise dar. So ist beispielsweise der Hauptmann auf die Knie gefallen, während am linken Bildrand im Vordergrund ein überwältigter Mann weggeführt wird. Die Gestaltung dieses Mannes wurde von Rembrandt einem Stich von Lucas van Leyden entlehnt, der die Erschütterung des Paulus nach seiner Bekehrung zeigt. Weiterhin sind Frauen zu Boden gestürzt, und die meisten der dargestellten Figuren zeigen auf irgendeine Art und Weise Gefühle von Verzweiflung, Angst und Schmerz. Darin rezipierte Rembrandt vor allem Darstellungen aus der Renaissance und der Antike.

## Sammlung

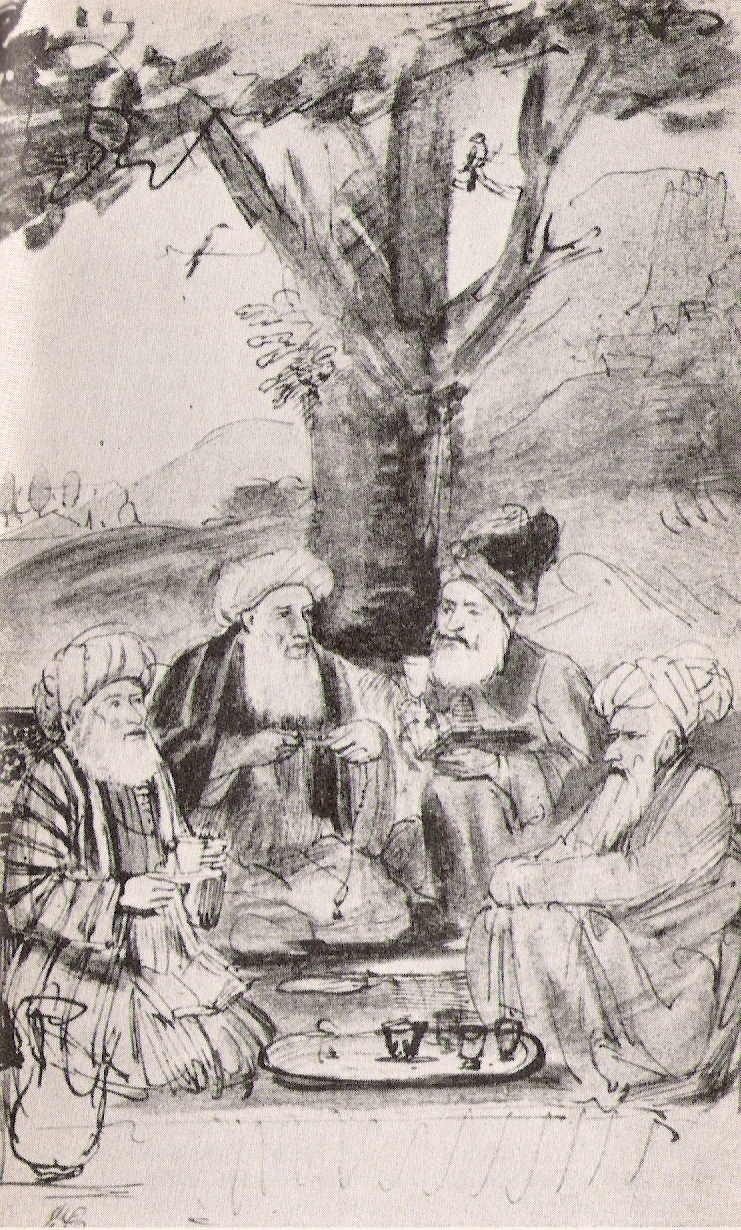
Zeichnung Rembrandts nach einer indischen Miniatur aus seiner Sammlung, die als Vorbild für die Radierung Die drei Erzengel besuchen den Erzvater Abraham diente

Rembrandt begann wahrscheinlich schon in Leiden mit dem Aufbau seiner umfassenden Sammlung verschiedener Objekte und Kunstwerke. Ab 1628 finden sich präzise wiedergegebene exotische und ethnologische Gegenstände in den Werken Rembrandts, die nahelegen, dass die Sammlung auch Studienzwecken diente und Atelierrequisiten beinhaltete. Es könnte sich aber auch um einen Vorrat von wertvollen Gegenständen gehandelt haben, die zum Verkauf bestimmt waren, da Rembrandt sich auch als Kunsthändler betätigte. Mit dem enzyklopädischen Anspruch der Sammlung wollte sich Rembrandt möglicherweise auch in den höheren Kreisen der Gesellschaft profilieren.
Die Sammlung teilte sich in zwei Bereiche auf, zum einen in die Naturalia wie Steinkorallen und Muscheln, zum anderen in die Artificialia, die Gegenstände wie Münzen, Waffen, Musikinstrumente und Gipsabgüsse von Büsten griechischer Philosophen und römischer Kaiser umfassten. Rembrandt teilte die Kollektion von Kunstwerken in Gemälde, Papierkunst, Kupferstiche und Holzschnitte ein. Sie umfasste unter anderem Gemälde von Meistern, die ihn stark beeinflussten, wie Pieter Lastman und dessen Umkreis, von Hercules Seghers und von befreundeten oder stilistisch nahestehenden Künstlern wie Jan Lievens. Daneben besaß Rembrandt Werke von Palma Vecchio, Lucas van Leyden, Raffael und Peter Paul Rubens. Die Kupferstiche stammten zum Beispiel von Hans Holbein dem Jüngeren und Martin Schongauer. Ein ganzes Album war mit Stichen und Holzschnitten von Lucas Cranach dem Älteren gefüllt. Weiterhin waren Tizian, Mantegna, Michelangelo, Annibale und Agostino Carracci in der Sammlung vertreten.
Infolge seines Konkurses musste sich Rembrandt auch von seiner Sammlung trennen. Aufgrund der vor der Versteigerung erstellten Inventare sind heute noch der Umfang der Sammlung und die darin enthaltenen Werke und Objekte bekannt. Bereits kurze Zeit später, als er in eine kleine Wohnung gezogen war, erwarb er eine neue Sammlung. Dies legt den Schluss nahe, dass das Sammeln für Rembrandt eine Art von Obsession war. Das Museum Het Rembrandthuis in Amsterdam präsentiert eine Rekonstruktion der Sammlung um 1650. Dabei orientierte es sich an den Inventaren, welche die Exponate auch räumlich zuordneten.

## Bedeutung und Nachwirkungen

### Werkstatt und Schüler
Zwischen 1628 und 1663 bildete Rembrandt Schüler in seiner Werkstatt aus. In Leiden befand sich sein Atelier im Haus seiner Eltern, so dass zwischen Wohnung und Arbeitsplatz keine Trennung bestand. Als ersten Schüler nahm er dort im Februar 1628 Gerard Dou auf, der mit seinen Genrebildern und Porträts später Berühmtheit erlangen sollte. Im November desselben Jahres folgte Isaac Jouderville. In Amsterdam arbeitete Rembrandt erst in der Werkstatt des Kunsthändlers Hendrick van Uylenburgh, bis er 1634 in die Lukasgilde eintrat und damit das Recht erhielt, eine eigene Werkstatt zu führen und Schüler aufzunehmen. In seinem Haus richtete er sich im ersten Stock sein Atelier ein und im zweiten Obergeschoss, unter dem Dach, die Werkstatt, in der seine Schüler arbeiteten. Für die Schüler waren kleine Arbeitsräume durch bewegliche Trennwände abgeteilt. Ihnen waren Zeichnungen, Stiche und Gemälde ihres Meisters zugänglich, die sie kopierten oder in freien Varianten wiedergaben. Diese Arbeiten veräußerte Rembrandt, was die 100 Gulden, die von den Eltern für ein Jahr gezahlt wurden, aufbesserte. Das Lehrgeld war in Anbetracht dessen, dass Rembrandt den Schülern weder Wohnraum noch Verpflegung bot, sehr hoch. Einige Schüler blieben nach dem Ende ihrer Lehrzeit als Assistenten in Rembrandts Werkstatt.

Beispielwerke von Rembrandtschülern
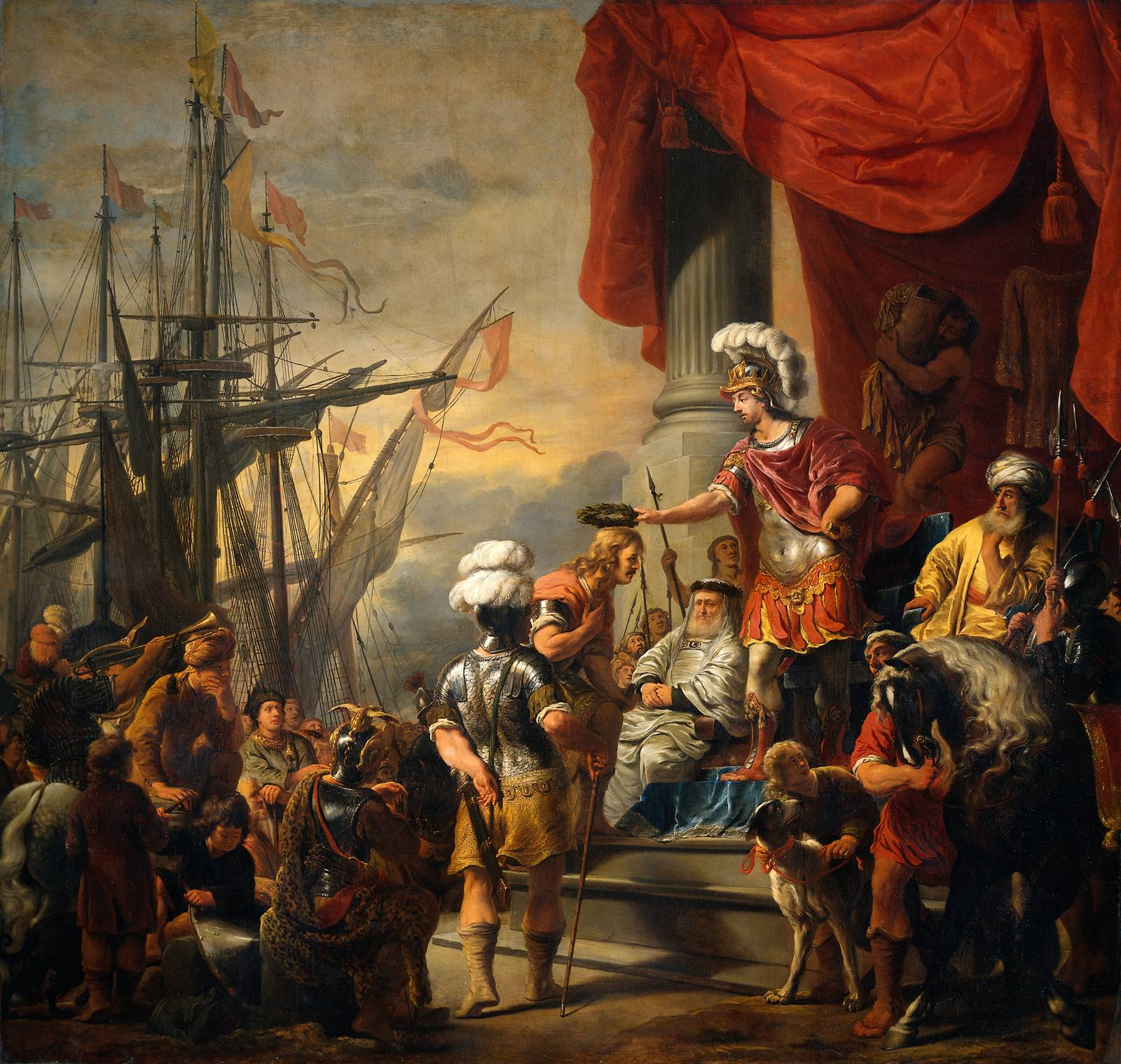
Aeneas an der Küste von Latium, 1661–1663, Gerard Dou, Rijksmuseum in Amsterdam
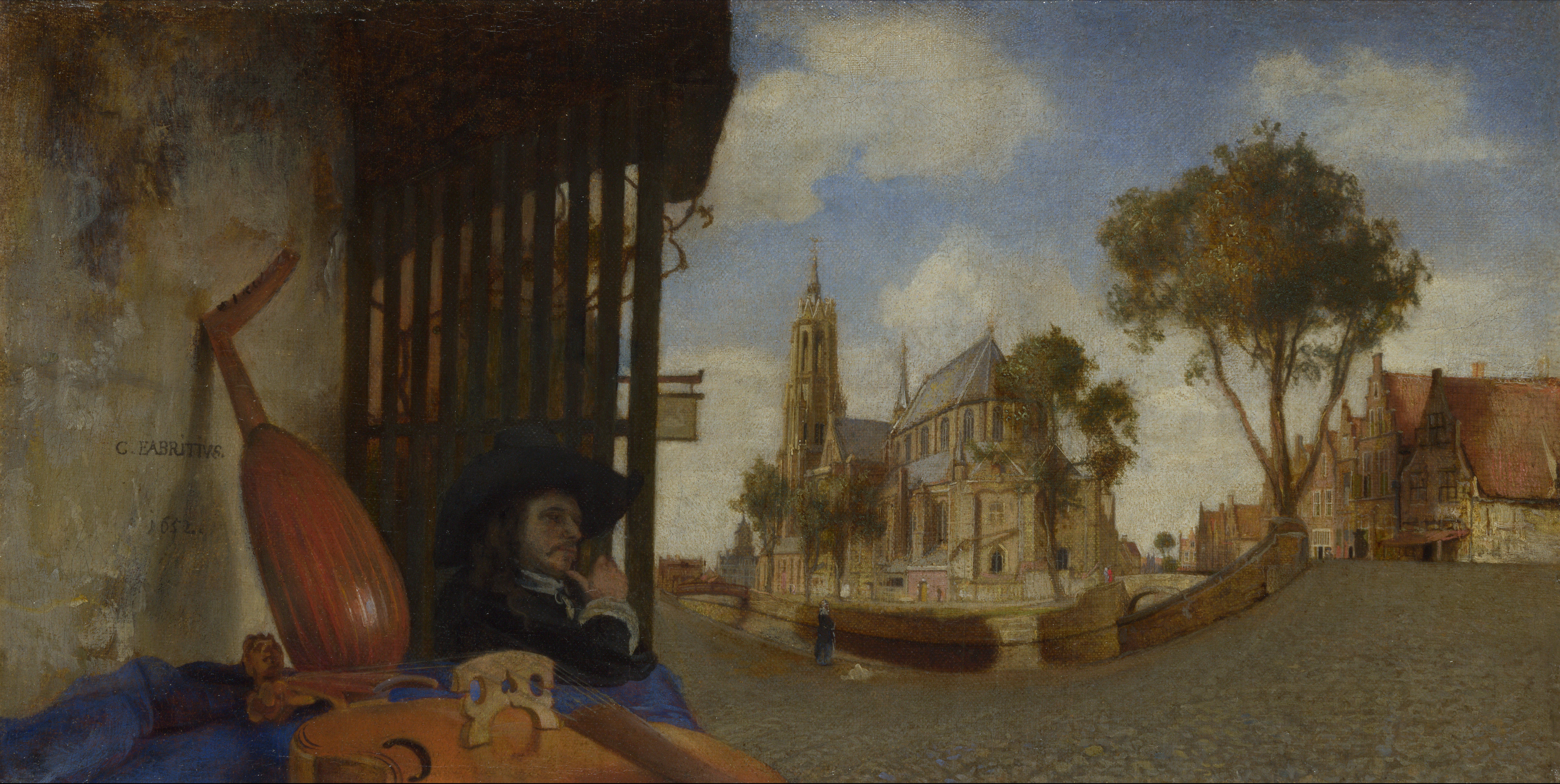
Blick auf Delft, 1652, Carel Fabritius, National Gallery in London
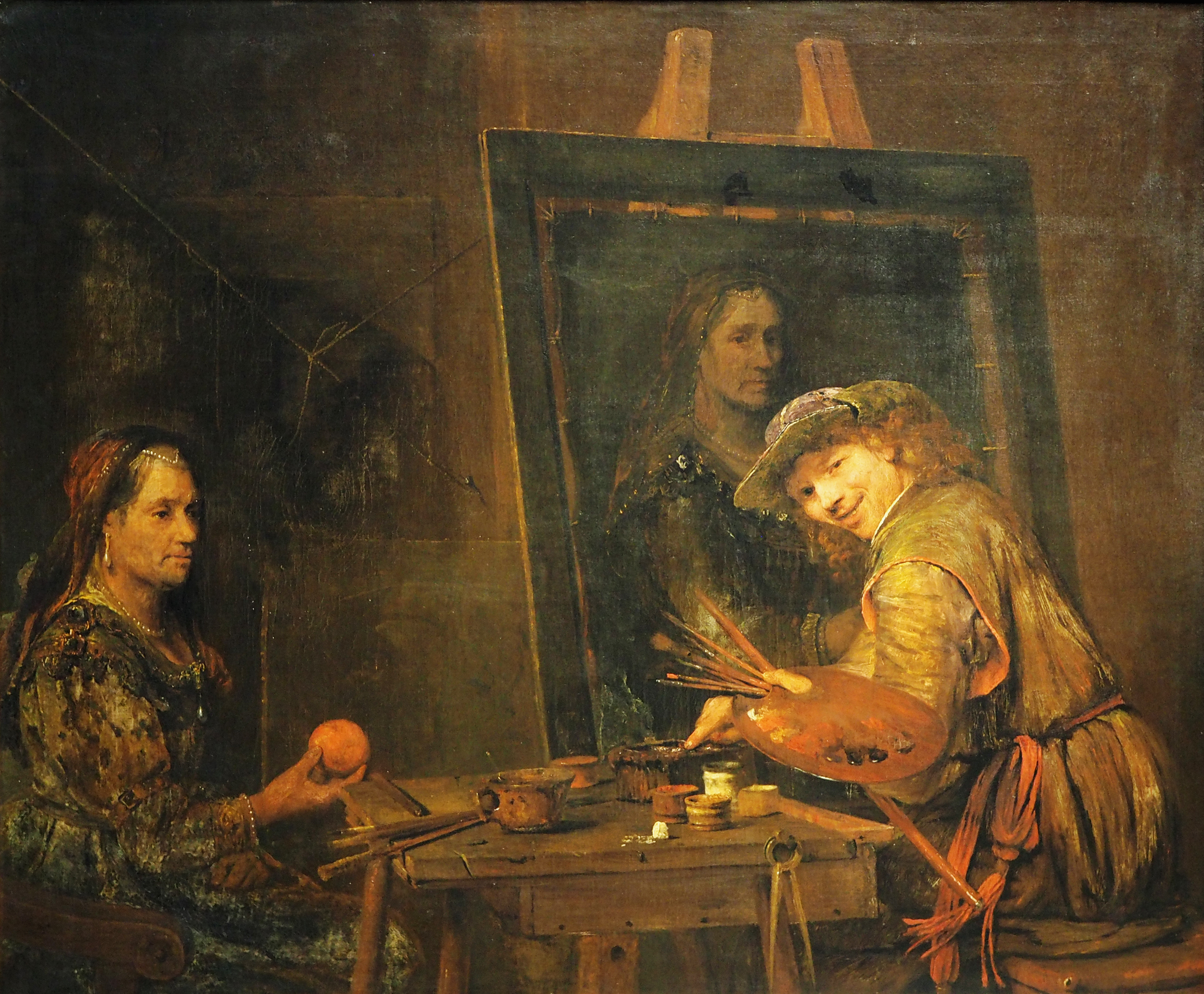
Selbstbildnis als Zeuxis, 1685, Arent de Gelder, Städel in Frankfurt am Main
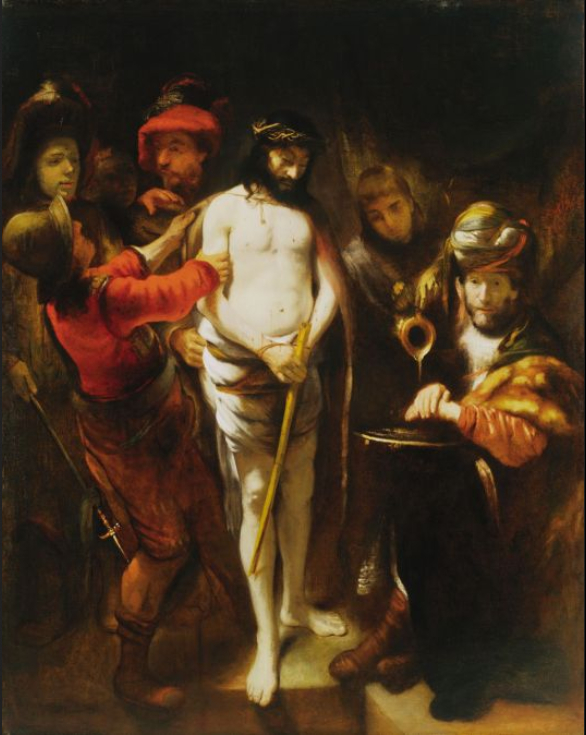
Christus vor Pilatus, Nicolaes Maes, Szépművészeti Múzeum in Budapest

Die genaue Zahl der Schüler ist nicht bekannt. Frühe Biographen Rembrandts haben die Namen von rund 20 von ihnen überliefert. Die Aufzeichnungen über Rembrandts Schüler bei den Gilden von Leiden und Amsterdam gingen verloren. So wird ihre Zahl heute auf rund 50 geschätzt. Vom deutschen Künstler Joachim von Sandrart, der von 1637 bis 1645 in Amsterdam gelebt hat, wurde überliefert, dass bei Rembrandt „unzählige“ junge Männer studierten und arbeiteten. Diese Aussage legt eine höhere Schülerzahl nahe. Zu den Schülern gehörten unter anderem Carel Fabritius, Ferdinand Bol, Willem Drost, Gerbrand van den Eeckhout, Govert Flinck, Arent de Gelder, Samuel van Hoogstraten, Nicolaes Maes, Jürgen Ovens, Lambert Doomer und Franz Wulfhagen.

### Beachtung und Bekanntheit

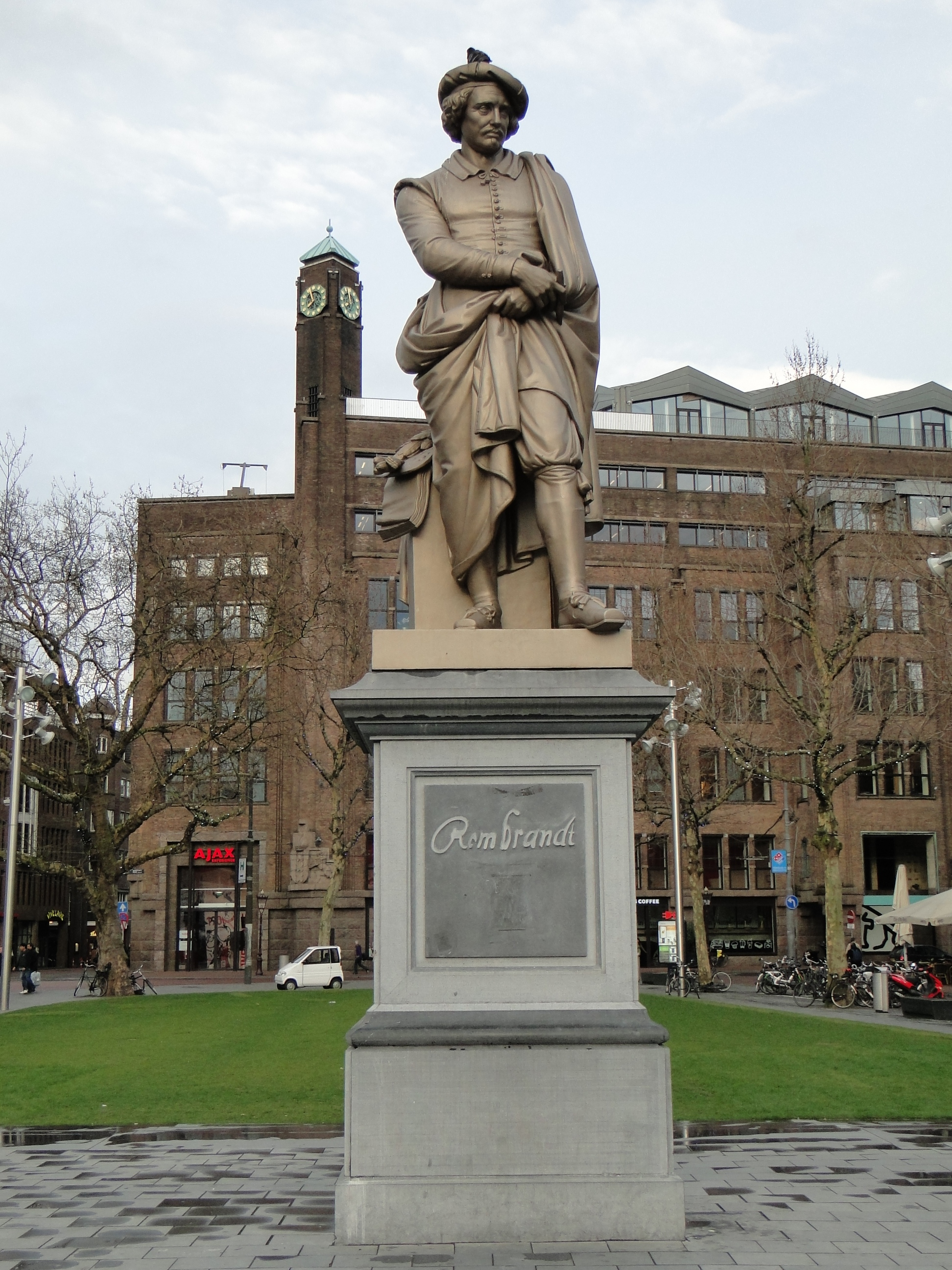
Rembrandtdenkmal in Amsterdam

Rembrandt erlangte schon früh überregionale Bekanntheit und Ruhm. So notierte der englische Reisende Peter Mundy, der sich 1640 in den Niederlanden aufhielt, in seinem Tagebuch, dass es „in diesem Land zahlreiche hervorragende Künstler gab, einige gibt es noch, beispielsweise Rembrandt“. Ein Jahr später schrieb der frühe Rembrandt-Biograph und Stadthistoriker von Leiden Jan Janszoon Orlers über Rembrandt, „dass er zu einem der gegenwärtigen renommiertesten Maler unseres Jahrhunderts geworden ist“. Bereits 1629 und 1630 erwarb die englische Krone zwei seiner Bilder und über Stiche verbreitete sich die Kenntnis seiner Werke in großen Teilen Europas. Drei Bilder verkaufte Rembrandt an den Sizilianer Antonio Ruffo, der sie auf eine Liste der hundert schönsten Gemälde seiner Sammlung setzen ließ.
Nach dem Tod Rembrandts war die Sicht auf seine Werke gespalten. Die klassizistische Kunstauffassung dominierte zwischen 1750 und 1850 in Italien, Frankreich, den Niederlanden und England und stand im Gegensatz zum Kolorismus, dem Künstler wie Caravaggio und Rembrandt zuzurechnen sind. In der 1675 erschienenen Teutschen Akademie warf der deutsche Maler Joachim von Sandrart Rembrandt vor, „die Regeln der Kunst – Anatomie, Proportion, Perspektive, die Norm der Antike und die Zeichenkunst Raffaels – nicht beachtet und die vernünftige Ausbildung in den Akademien bekämpft“ zu haben Sandrart bewertete Rembrandt zudem als ungebildet und tadelte dessen Kunstsammlung, die er zuvor in seiner Biographie noch gelobt hatte, so dass das Publikum sie nun für wertlos hielt. 1681 veröffentlichte Anries Pels das Lehrgedicht Gebruik en Misbruik des Toneels (Gebrauch und Missbrauch des Theaters), in dem er auch auf die Malerei einging und Rembrandt als „den ersten (namhaftesten) Ketzer in der Malerei“ bezeichnete, da er sich geweigert habe, seinen „berühmten Pinsel den Regeln zu unterstellen“. Der Kunstschriftsteller Arnold Houbraken ging in seinem Werk Groote Schouburgh aus dem Jahr 1718 noch weiter, indem er angebliche Zitate Rembrandts und unzutreffende biographische Informationen erfand sowie Legenden verbreitete. Zu diesem Zeitpunkt waren die Fakten über Rembrandts Leben zu großen Teilen in Vergessenheit geraten. Deshalb schloss man aus seinen Bildern auf einen niedrigen sozialen Stand und einen schlechten Charakter. Dies wurde auf seine künstlerische Auffassung übertragen. In dem rund 20 Seiten umfassenden Beitrag, an dem neben Houbraken mehrere Autoren beteiligt gewesen sein dürften, wurde Bezug auf viele der vorherigen Kritiker und Kritiken genommen. Der harschen Kritik steht die Tatsache entgegen, dass Rembrandts Kunstwerke bei Sammlern beliebt waren. Im Paris der zweiten Hälfte des 17. sowie des 18. Jahrhunderts, als die dort aktiven Künstler glatte Idealkompositionen schufen, gab es einen großen Markt für niederländische Realisten und vor allem Rembrandt. Aufgrund der gestiegenen Preise seiner Werke kamen zudem vermehrt Fälschungen auf den Kunstmarkt. Das bestehende Interesse veranlasste den französischen Kunsthändler Gersaint im Jahr 1751, einen ersten Katalog der Radierungen Rembrandts zu erstellen, was einer kunsthistorischen Pionierleistung gleichkam.
Auch in Deutschland und England fanden die Bilder Rembrandts Anklang und wurden sowohl vom Bürgertum als auch von Adeligen erworben. In England erzielten seine Werke so hohe Preise, dass der britische Kunsthändler John Smith 1836 den ersten Katalog der Gemälde erstellte. Die in ganz Europa in Sammlungen vertretenen Bilder von Rembrandt, seinen Schülern und Nachfolgern inspirierten im 18. Jahrhundert Rembrandt-Nachfolger. In Deutschland beschäftigte sich der Maler Januarius Zick mit den Kostümen der Figuren und der Helldunkel-Malerei in Rembrandts Gemälden, in England erwarb Joshua Reynolds Gemälde, die Rembrandt gemalt hatte, und orientierte sich an der Farbgebung, in Italien beschäftigte sich Giovanni Battista Tiepolo mit Kompositionen von Rembrandts Stichen, und die Dichter des Sturm und Drang, einer Strömung der deutschen Literatur in der Zeit von 1770 bis etwa 1785, lobten das Volkstümliche und Natürliche der Kunst Rembrandts.

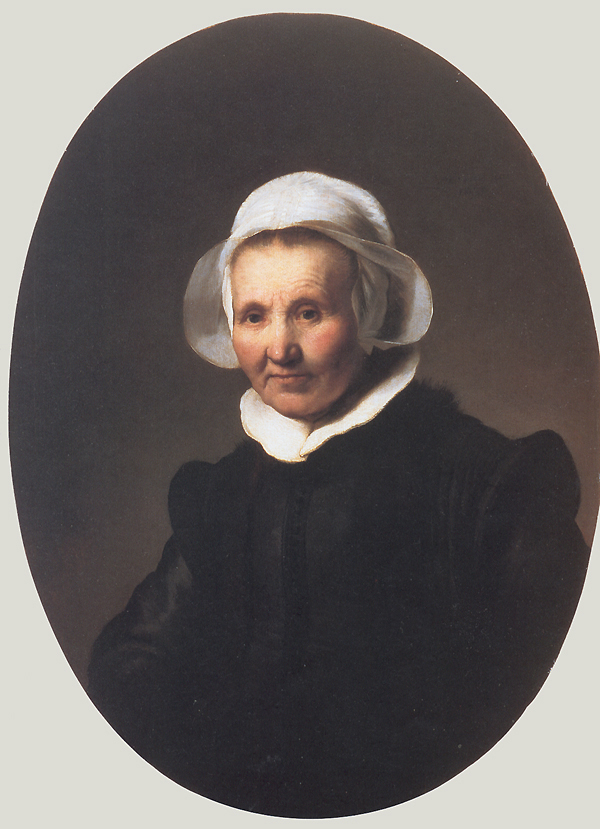
Ältere Dame mit einer Haube, 1632, wurde im Dezember 2000 für mehr als 28 Millionen US-Dollar versteigert

Nach Errichtung von Denkmälern für Albrecht Dürer in Deutschland und Peter Paul Rubens in Belgien fand 1853 die Enthüllung eines Rembrandt-Denkmals in Amsterdam statt. Wenn dies auch vor allem aus patriotischen Motiven geschah, folgte doch als Ergebnis ein neues Interesse der Kunsthistoriker an Rembrandt. Erstmals wurde sein Leben gründlich erforscht, wobei Dokumente in Archiven gefunden wurden, die aufzeigten, dass die bisherigen Veröffentlichungen zahlreiche Fehlinformationen enthielten. 1854 erschien die erste kunstwissenschaftliche Monographie über Rembrandt, deren Autor Eduard Kolloff viele seiner Werke aus eigener Anschauung kannte. In diesen Entwicklungen liegt die Grundlage der eigentlichen Rembrandt-Forschung.
Bedeutende Kunsthistoriker wie Abraham Bredius und Wilhelm von Bode forschten zu Rembrandt und seinem Umfeld. Jan Emmens korrigierte das Bild von Rembrandt als Brecher der Regeln der Kunst seiner Zeit, zu dem ihn vor allem die klassizistische Kunstliteratur gemacht hatte, zeigte historische Bezüge auf und ging auf Rembrandts Atelierarbeit und dessen künstlerische Vorbilder ein. Christian Tümpel setzte sich mit fehlgedeuteten und noch gar nicht gedeuteten Historiendarstellungen Rembrandts auseinander und das Rembrandt Research Project arbeitete an der Klärung der Urheberschaft seiner Gemälde und der seines Umkreises.
Der Erfolg Rembrandts am Kunstmarkt ist ungebrochen. So konnten Werke von ihm in den letzten Jahren hohe Auktionsergebnisse erzielen. Am 13. Dezember 2000 wurde das 1632 gemalte Porträt Ältere Dame mit einer Haube bei Christie’s in London (Los-Nr.: 52) für 19.803.750 Pfund, umgerechnet 28.675.830 Dollar, versteigert. Das 1633 entstandene Porträt Ein Herr im roten Rock aus der Sammlung der Bellagio Gallery of Fine Art in Las Vegas wurde am 26. Januar 2001 bei Christie’s in New York (Los-Nr.: 81) aufgerufen und für 12.656.000 Dollar vom Kunsthändler Robert Noortmann erworben. Am 25. Januar 2007 wurden bei Sotheby’s in New York gleich zwei Bilder angeboten, von denen das Porträt Eine Frau mit schwarzer Kappe (Los-Nr.: 6) von 1632 für 9.000.000 Dollar und Der Apostel Jakobus (Los-Nr.: 74) aus dem Jahr 1661 für 25.800.000 Dollar versteigert wurden. Das am 8. Dezember 2009 bei Christie’s in London versteigerte Porträt Ein Mann mit den Armen in der Hüfte (Los-Nr.: 12) von 1658, das aus dem Besitz von Barbara Piasecka Johnson stammte, erzielte mit 20.201.250 Pfund, oder 33.210.855 Dollar den bisher höchsten jemals für ein Werk Rembrandts erzielten Preis.

### Zuschreibungsproblematik und Arbeit des Rembrandt Research Project

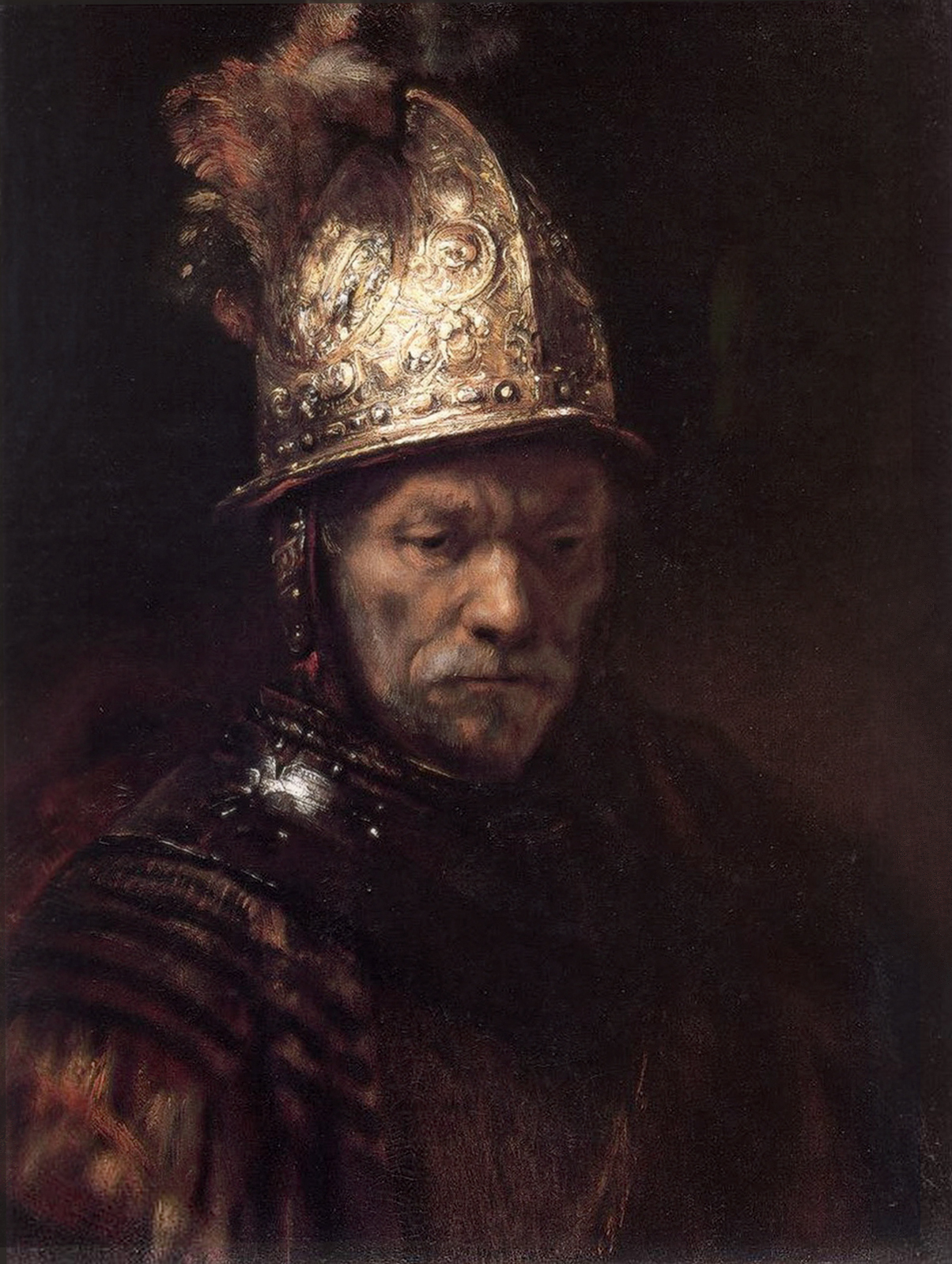
Der Mann mit dem Goldhelm, zugeschrieben dem Rembrandt-Umkreis, Gemäldegalerie in Berlin

Die Bestimmung der Eigenhändigkeit von Werken Rembrandts fiel bereits seinen Zeitgenossen schwer, da sie von denen anderer Künstler wie Govert Flinck, Jan Lievens oder Aert de Gelder zum Teil nur schwer zu unterscheiden sind. Zudem wurden in der Werkstatt Kopien und Varianten angefertigt, so dass zum Beispiel zehn Versionen des Reuigen Judas bekannt sind, die nicht eindeutig einem bestimmten Künstler zugeordnet werden können. Zum Teil können Archivalien, literarische Erwähnungen oder Reproduktionsstiche zur Bestimmung des Urhebers herangezogen werden, was aber nicht besonders zuverlässig ist. Hinzu kommen naturwissenschaftliche Untersuchungen der Werke und die Kennerschaft über spezifische Qualitäts- und Stileigenschaften des Künstlers, nach denen Übereinstimmungen und Abweichungen im Vergleich mit nicht dokumentierten Werken festgestellt werden können. Sie unterliegen jedoch subjektiven Gesichtspunkten.
Zu Beginn des 20. Jahrhunderts war eine optimistische Zuschreibungspraxis verbreitet, die stilistische Merkmale für die Bewertung eines Gemäldes als eigenhändiges Werk Rembrandts weit fasste. Seit 1968 nimmt eine im Rembrandt Research Project zusammengefasste Expertengruppe die Bewertung der Bilder, die Rembrandt zugeschrieben werden, vor. Sie teilten die Werke in drei Kategorien ein: Kategorie A umfasst Gemälde, deren Urheberschaft Rembrandts gesichert ist, Kategorie B solche, deren Urheberschaft Rembrandts nicht als sicher angesehen, aber auch nicht abgesprochen werden kann, und Kategorie C beinhaltet Werke, deren Urheberschaft Rembrandts nicht bestätigt werden kann und die seinem Umkreis zugeordnet werden. Dabei ist die Zuordnung einiger Werke in die jeweilige Kategorie nicht unumstritten gewesen. So wurde 1982 von den drei auf vergoldete Kupferplatten gemalten Bildern Lachender Soldat aus dem Mauritshuis, Betende alte Frau der Residenzgalerie und ein Selbstbildnis aus dem Schwedischen Nationalmuseum, die alle ein ähnliches kleines Format aufweisen, mit der Betenden alten Frau nur das am genauesten gemalte Bild als authentisch erklärt. Im Katalog der Ausstellung Der junge Rembrandt. Rätsel um seine Anfänge, die 2001 in Amsterdam und Kassel zu sehen war, wurden aber auch die beiden anderen Bilder zum sicheren Kern der authentischen Werke aus Rembrandts Schaffen der Jahre 1627 bis 1629 gezählt. Das Rembrandt Research Project verringerte die Zahl der als authentisch geltenden Werke Rembrandts auf rund 350 und publizierte seine Forschungsergebnisse in bisher vier Katalogen. Zu den prominentesten Abschreibungen zählt dabei das Porträt Der Mann mit dem Goldhelm der Berliner Gemäldegalerie. Es wurde nicht sicher nachgewiesen, aber es existiert die Hypothese, dass es von dem aus Augsburg stammenden Maler Johann Ulrich Mayr, der zeitweise in Rembrandts Werkstatt arbeitete, angefertigt wurde, da der Helm aus einer Augsburger Waffenschmiede stamme. Daneben besteht die Hypothese, dass der Urheber dieses Porträts nicht in der Werkstatt, sondern im weiteren Umkreis Rembrandts zu suchen ist. Ebenfalls von Abschreibungen in größerem Umfang waren die Zeichnungen betroffen, während die Radierungen schon weitgehend von Schulwerken und Nachahmungen befreit waren.
Neben der Frage der Authentizität der Werke Rembrandts hat das Rembrandt Research Project auch neue Erkenntnisse zur Werkstatt und zum Unterricht Rembrandts und Archivfunde zur Biographie des Künstlers, zu Modellen und frühen Provenienzen seiner Werke vorzuweisen. Weiterhin hat es viele naturwissenschaftliche Erkenntnisse zu Werken Rembrandts in einer Datenbank zusammengetragen, so etwa zu den verwendeten Pigmenten, Bindemitteln und Malgründen. Zudem wurden mit Röntgenaufnahmen und Neutronenbestrahlung viele Hinweise zum Malprozess erzielt.

## Rezeption

### Malerei
Rembrandts Arbeiten dienten vielen Künstlern als Inspiration, sie wurden teils kopiert oder als Vorbild für eigene Arbeiten verwendet. Dies begann bereits zu Rembrandts Lebzeiten. Ein Beispiel ist der Maler Gerrit Lundens, der mehrere Kopien der Nachtwache anfertigte und deren Komposition auf eigene Werke übertrug. Insgesamt sind bisher zehn solcher Werke von Lundens bekannt. An seiner zwischen 1642 und 1649 entstandenen Kopie, die sich in der National Gallery in London befindet, ist zudem der ursprüngliche Zustand von Rembrandts Werk vor der Verkleinerung und dem Nachdunkeln nachvollziehbar. Eine weitere zeitgenössische Rezeption dieses Bildes stellt ein Aquarell im Familienalbum des Frans Banningh Cocq dar, das um 1650 entstand. Neben solchen Kopien waren auch viele Stiche von Werken Rembrandts im Umlauf, die ihn in ganz Europa bekannt machten. So übte Rembrandt in der Epoche des Barock beispielsweise Einfluss auf andere Porträtmaler wie Johann Kupetzky aus.

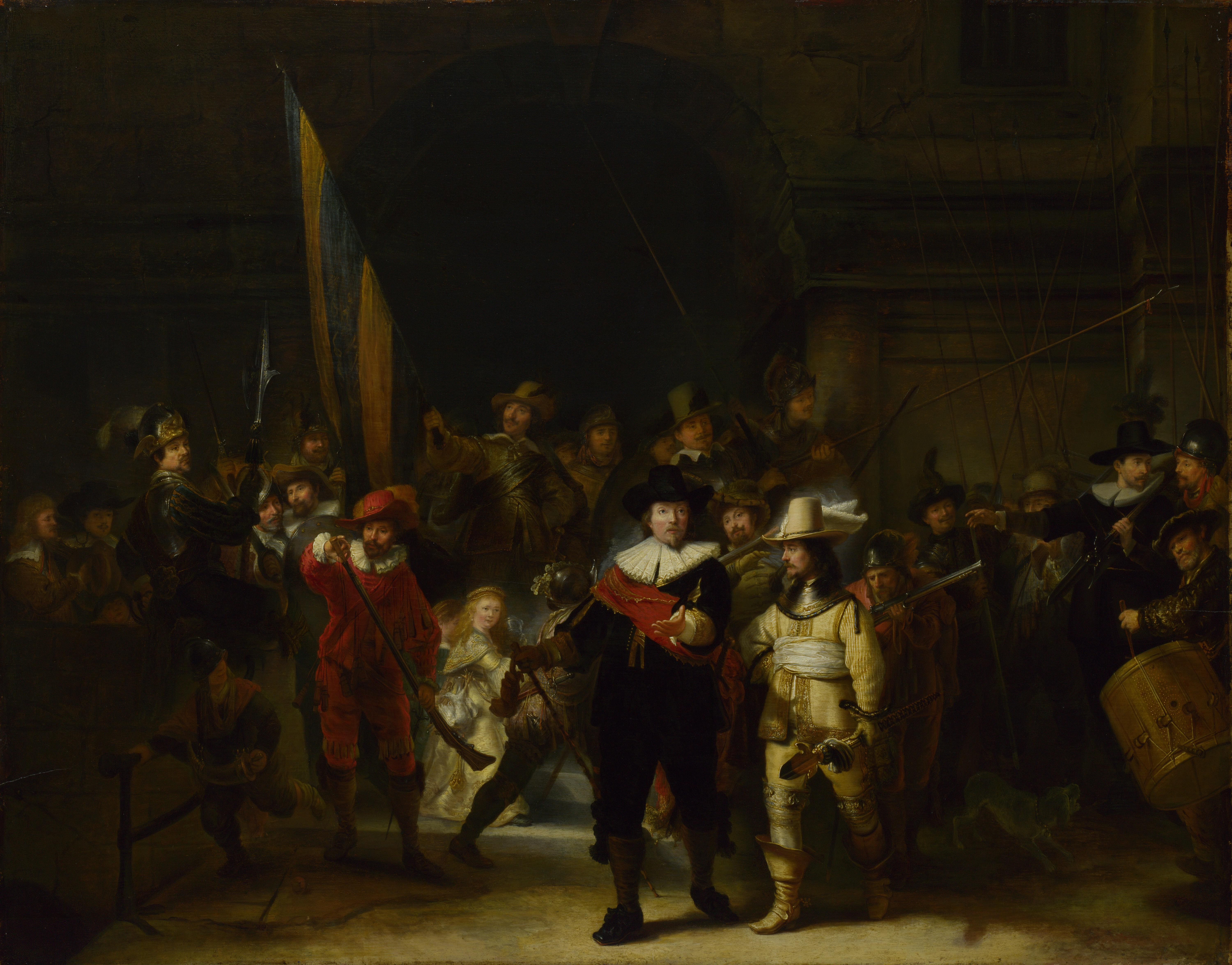
Kopie der Nachtwache, 1642/1649, Geritt Lundens, National Gallery in London
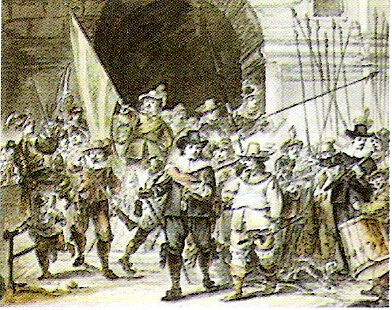
Die Nachtwache, um 1650, aus dem Familienbuch des Frans Bannigh Cocq, Rijksmuseum Amsterdam
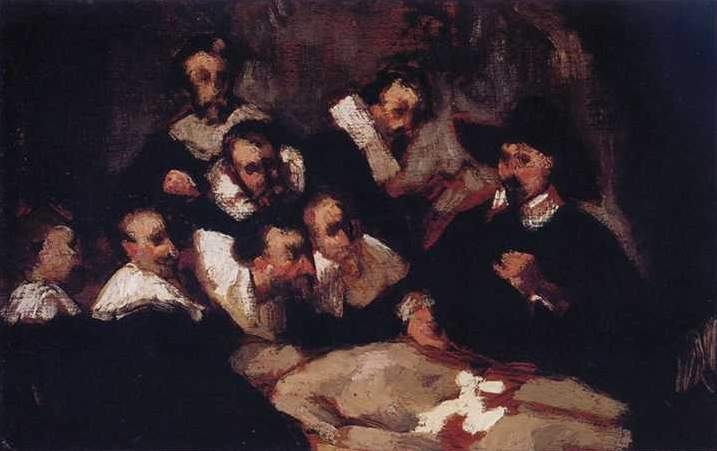
Die Anatomiestunde des Dr. Tulp, 1856, Édouard Manet, Privatsammlung
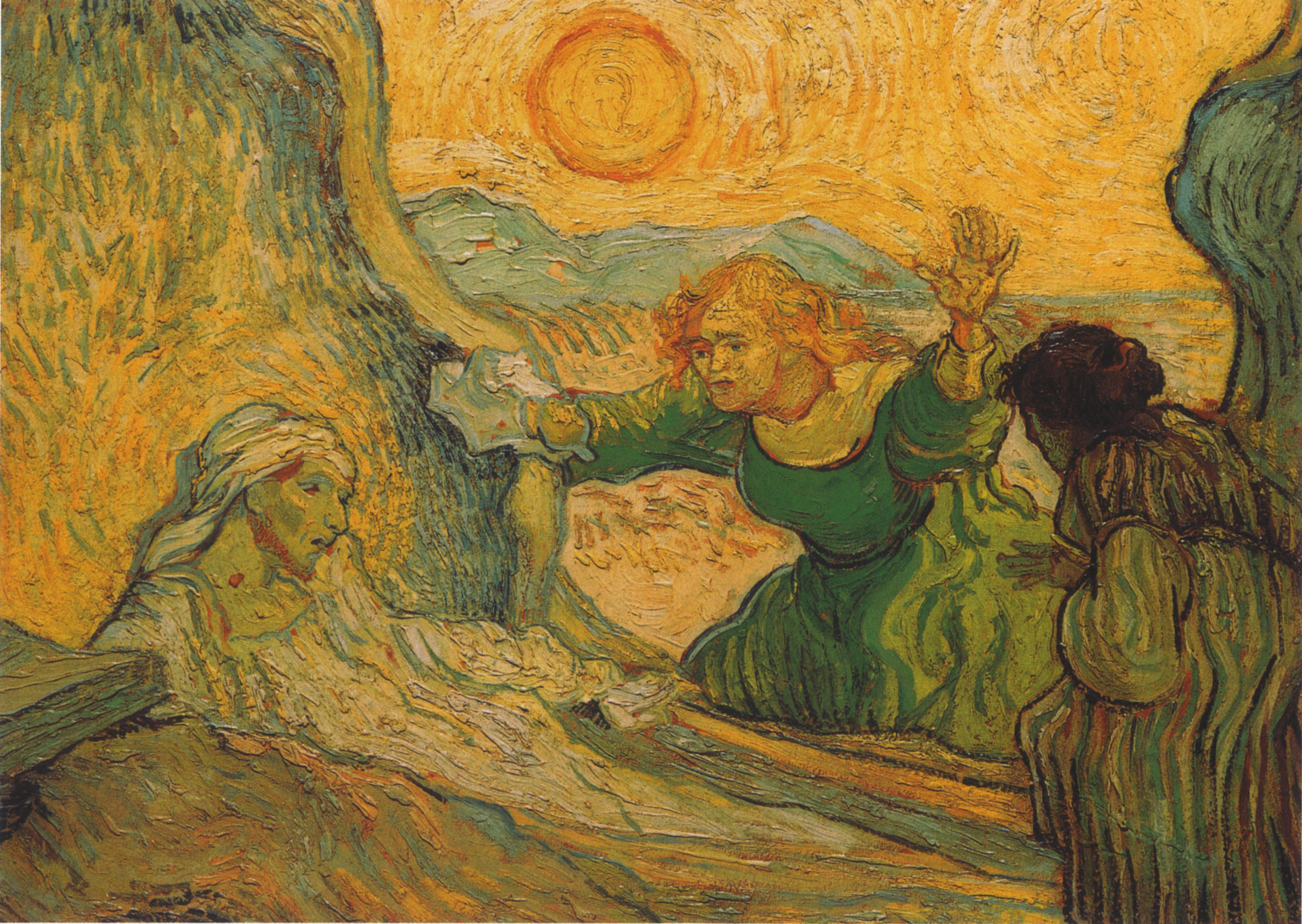
Die Auferstehung des Lazarus (nach Rembrandt), 1889/1890, Vincent van Gogh, Van Gogh Museum in Amsterdam

Nach dem Tod Rembrandts ließ sein Einfluss auf nachfolgende Künstlergenerationen nicht nach, so dass immer wieder von ihm inspirierte und an seinen Gemälden und Stichen orientierte Werke entstanden. Einer der Rembrandtnachfolger im 18. Jahrhundert war Christian Wilhelm Ernst Dietrich, der Rembrandt nicht nachahmte, sondern dessen Kompositionen erzählerischer darstellte und die Dramatik Rembrandts zurücknahm. Auch Max Liebermann war von Rembrandt beeinflusst. In seinem Frühwerk sind Einflüsse Rembrandts, der Liebermann durch seinen Lehrer Ferdinand Pauwels im Kasseler Fridericianum näher gebracht wurde, auszumachen. Bei seinem Aufenthalt in Amsterdam im Jahr 1876 ließ Liebermann sich im Rijksmuseum Radierungen Rembrandts vorlegen und kopierte diese in Federzeichnungen. Er kopierte unter anderem eine Radierung, die ein Porträt von Rembrandts Mutter zeigte.
Auf die Radierungen Rembrandts bezog sich auch der französische Graphiker Rodolphe Bresdin, der seinem Vorbild in der Darstellung von Helligkeit im Kontrast zur Schwärze nacheiferte. Ein weiterer Künstler, der von Rembrandts Werken beeindruckt war, war Vincent van Gogh, der besonders Die Judenbraut schätzte. Er malte einige Gemälde nach Werken Rembrandts. Auch Édouard Manet kopierte mit der Anatomie des Dr. Tulp ein Werk Rembrandts. Pablo Picasso nahm in einigen seiner Werke Bezug auf Rembrandt. Einfluss hatten Rembrandt und seine Werke auf viele weitere Künstler wie etwa Hans von Marées, Ilja Repin, Wilhelm Leibl, Franz von Lenbach, Max Slevogt, Eugène Delacroix und Gustave Courbet. Die Expressivität der Selbstporträts Rembrandts beeinflusste darüber hinaus eine Reihe von Künstlern wie Francisco de Goya und Anton Raphael Mengs bei ihrer eigenen Selbstdarstellung.
Bilder Rembrandts wurden auch von Glenn Brown verarbeitet, der in seinen Werken oftmals Gemälde berühmter Künstler rezipiert. Sein Werk Joseph Beuys (after Rembrandt) aus dem Jahr 2001 orientierte sich dabei an einem Porträt Rembrandts. Die Künstlerin Devorah Sperber bildete das Selbstporträt Rembrandts aus dem Jahr 1659, das in der National Gallery of Art in Washington hängt, in einer Installation After Rembrandt aus Garnspulen in einer verpixelten Detailansicht nach. Hiroshi Sugimoto fertigte 1999 einen Silbergelatineabzug Rembrandt van Rijn an, der eine Wachsfigur zeigt, die dem Selbstporträt von 1659 in der National Gallery in London nachempfunden ist.

### Film
Rembrandt van Rijn wurde in mehreren Filmen rezipiert. So entstand 1936 unter der Regie Alexander Kordas der Film Rembrandt, dessen Drehbuch Carl Zuckmayer und June Heart geschrieben hatten. Der Film versuchte die Maltechnik Rembrandts auf die Bildführung zu übertragen und setzt nach dem Tod seiner Ehefrau ein. Die Hauptrolle spielte Charles Laughton. 1942 folgte der von Hans Steinhoff inszenierte Film Rembrandt, in dem der Maler von Ewald Balser verkörpert wurde. Er präsentiert zum Teil die nationalsozialistische Kulturauffassung und beschäftigt sich mit der Entstehung des Gemäldes Die Nachtwache, wobei er sich inhaltlich an dem Roman Zwischen Hell und Dunkel von Valerian Tornius orientierte. 1954 entstand der Oscar-nominierte Kurzfilm Rembrandt: A Self-Portrait.
In den 1970er und 1980er Jahren wurden einige Fernsehfilme produziert, die Rembrandt zum Thema hatten. Im Jahr 1999 folgte der Kinofilm Rembrandt, in dem Klaus Maria Brandauer unter der Regie Charles Mattons den Maler darstellte. Der Film geht auf viele biografische Aspekte Rembrandts ein und präsentiert seine Vision der Malerei. Die 55-minütige Dokumentation Die Rembrandt GmbH aus dem Jahr 2006 setzt sich mit der Arbeit des Rembrandt Research Projects und Rembrandts künstlerischer Leistung auseinander, während Peter Greenaway 2007 in seinem Film Nightwatching, in dem Martin Freeman Rembrandt spielte, eine nicht historisch korrekte Darstellung der Person wählte und sie viel mehr als Projektionsfläche für seine eigene filmische Kunst nutzte. So interpretiert Greenaway den abgefeuerten Schuss in der Nachtwache als Mord, die Schärpe des Gildemeisters als Schwanz des Teufels und das als Allegorie eingefügte Mädchen als uneheliche Tochter eines Mitglieds der Gilde. Der Darstellung, Greenaway habe eine neue Interpretation des Bildes gefunden, wurde von dem Rembrandt-Experten Ernst van de Wetering widersprochen.